# Transports en commun du bassin d'Alès
Ales'y est un réseau de transport en commun desservant 97 communes du bassin alésien. Il est divisé en deux zones à l'aide de 138 lignes de bus dont 16 sont à la demande et forme un réseau de 543,7 km. Il est exploité par Keolis Alès (faisant partie du groupe Keolis) pour le compte du Syndicat mixte des transports du bassin d’Alès.

## Histoire

### Les débuts
L'année 1983 voit la création de la Société des transports de l'agglomération alésienne (ST2A) qui reprend l'exploitation du réseau qui desservait alors trois communes Alès, Saint-Martin-de-Valgalgues et Saint-Christol-lès-Alès.

### Le réseau «Galaxie»

Logo Galaxie utilisé de 1999 à 2007.

Le 4 janvier 1999, le réseau est unifié sur les sept communes de la communauté de communes du Grand Alès créée en 1993, sous le nom Galaxie ; il reste exploité par la ST2A,. À la rentrée scolaire 2000, un système de carte de transport magnétique est mis en place. Le 1er janvier 2000, l'intercommunalité devient la communauté d'agglomération du Grand Alès avec deux communes supplémentaires : Bagard et Saint-Jean-du-Pin.
Le 1er septembre 2002, le réseau est étendu à l'ensemble du périmètre de la communauté d'agglomération du Grand Alès, soit 16 communes après l'adhésion au 1er janvier 2002 de sept communes (Corbès, Mialet, Mons, Saint-Jean-du-Gard, Salindres, Soustelle et Thoiras), puis le 24 décembre 2002, le réseau urbain desservant le périmètre historique (Alès, Saint-Christol-lès-Alès et Saint-Martin-de-Valgalgues) est restructuré à son tour ; toujours au 1er septembre, l'offre de taxis à la demande est étendue à de nouvelles lignes.
En juin 2006, le Syndicat mixte des transports du bassin d’Alès (SMT-BA) est créé et reprend la gestion du réseau au Grand Alès,.

### Le réseau «NTecC»

Logo NTecC utilisé de 2007 à 2021.

À la rentrée scolaire 2007 le réseau dessert 40 communes supplémentaires et change complètement d'identité visuelle : Galaxie devient NTecC. Au même moment, la ST2A devient Keolis en Cévennes.
Le 19 juin 2010 a vu la création de la première navette gratuite de centre-ville, baptisée Ales'Y.
Le 1er janvier 2013 voit la création d'Alès Agglomération, née de la fusion entre la Communauté d'agglomération du Grand Alès, les communautés de communes d'Autour d'Anduze (sans la commune de Cardet), de la Région de Vézénobres et du Mont Bouquet et les communes de Massanes, de Saint-Bonnet-de-Salendrinque, de Saint-Jean-de-Serres, de Vabres et de Sainte-Croix-de-Caderle. Cette modification entraine l'entrée des communes de Boucoiran-et-Nozières, Bouquet, Brignon, Castelnau-Valence, Cruviers-Lascours, Euzet, Martignargues, Seynes, Saint-Bonnet-de-Salendrinque, Saint-Césaire-de-Gauzignan, Saint-Jean-de-Ceyrargues, Saint-Jean-de-Serres, Saint-Maurice-de-Cazevieille, Sainte-Croix-de-Caderle et Vabres. Cela entraîne aussi la sortie des communes de Saint-Hippolyte-du-Fort et Durfort-et-Saint-Martin-de-Sossenac du périmètre des transports urbains et la suppression de la ligne 715 et des services scolaires 711S et 730S, remplacés par des services du réseau Edgard.
Le 18 septembre 2013 a vu la création du second circuit de la navette gratuite de centre-ville Ales'Y.
Le 2 décembre 2013, le Syndicat mixte des transports du bassin d’Alès met en place sur le réseau le nouveau système billettique « Bang », acronyme de Billettique Alès Nîmes Gard développé en partenariat avec le Conseil général du Gard, Nîmes Métropole et la Région Languedoc-Roussillon. Cette nouvelle carte unifie les supports entre les réseaux NTecC, Tango de Nîmes et le réseau départemental Edgard.
Le 1er janvier 2014, création de treize nouvelles lignes, dues à la création d'Alès Agglomération un an plus tôt. Il s'agit des lignes régulières 310 et 510 et des lignes scolaires 311 à 313s, 411 à 413s, 511 et 512s, 612s, 713 et 714s.
En 2015, le délégataire devient Keolis Alès.

### Le réseau «Ales'y»
Le 22 avril 2021, le réseau NTecC devient Ales'y, étendant ainsi au réseau de bus la marque utilisée jusqu'à présent pour les navettes de centre-ville et les offres de covoiturage et de location de vélo.

## Lignes du réseau

### Le Syndicat mixte des transports du bassin d’Alès

Logo du SMTBA.

Créé en juin 2006 par volonté de mutualisation des moyens et de simplification des compétences en matière de transport entre le département du Gard et la communauté d'agglomération du Grand Alès, ce syndicat mixte a pour objectif la gestion du réseau de transport en commun du bassin d'Alès.
Le 30 septembre 2016 en application de la loi NOTRe, la région Occitanie se substitue au département en matière de transport.
Ses quatre missions essentielles sont :
- La coordination des services organisés par les autorités organisatrices ;
- La mise en place d’une tarification unifiée ;
- L’information des voyageurs ;
- La gestion des équipements et infrastructures nécessaires à l’exploitation du réseau.

### Territoire desservi
Au 1er janvier 2025, le réseau dessert 96 communes :
- Les 71 communes d'Alès Agglomération ;
- Les 25 autres communes suivantes, issues de quatre communautés de communes :
  - Causses Aigoual Cévennes : Lasalle ;
  - Cèze-Cévennes : Allègre-les-Fumades, Bessèges, Gagnières, Meyrannes, Molières-sur-Cèze, Navacelles, Robiac-Rochessadoule et Saint-Ambroix ;
  - Pays d'Uzès : Bouquet, Saint-Dézéry et Vallérargues ;
  - Piémont Cévenol : Aigremont, Canaules-et-Argentières, Cardet, Cassagnoles, Colognac, Lédignan, Logrian-Florian, Quissac, Saint-Bénézet, Saint-Nazaire-des-Gardies, Saint-Théodorit, Sauve et Savignargues.

### Zones tarifaires
Le réseau est découpé en deux zones tarifaires ; au début du réseau NtecC il y avait trois zones tarifaires et la numérotation des lignes remonte à cette période :
- Zone 1 : Alès, Anduze, Bagard, Boisset-et-Gaujac, Cendras, Méjannes-lès-Alès, Mons, Rousson, Saint-Christol-lès-Alès, Saint-Hilaire-de-Brethmas, Saint-Jean-du-Pin, Saint-Julien-les-Rosiers, Saint-Martin-de-Valgalgues, Saint-Privat-des-Vieux et Salindres.
- Zone 2 : Allègre-les-Fumades, Aujac, Bessèges, Bonnevaux, Boucoiran-et-Nozières, Bouquet, Branoux-les-Taillades, Brignon, Brouzet-lès-Alès, Cardet, Castelnau-Valence, Chambon, Chamborigaud, Concoules, Cruviers-Lascours, Deaux, Euzet, Gagnières, Générargues, Génolhac, La Grand-Combe, Lamelouze, Lasalle, Laval-Pradel, Lédignan, Lézan, Les Mages, Martignargues, Le Martinet, Massanes, Massillargues-Attuech, Meyrannes, Mialet, Molières-sur-Cèze, Monteils, Navacelles, Ners, Les Plans, Portes, Ribaute-les-Tavernes, Robiac-Rochessadoule, Saint-Ambroix, Saint-Bonnet-de-Salendrinque, Saint-Césaire-de-Gauzignan, Saint-Dézéry, Saint-Étienne-de-l'Olm, Saint-Florent-sur-Auzonnet, Saint-Hippolyte-de-Caton, Saint-Jean-de-Ceyrargues, Saint-Jean-de-Serres, Saint-Jean-du-Gard, Saint-Julien-de-Cassagnas, Saint-Just-et-Vacquières, Saint-Maurice-de-Cazevieille, Saint-Paul-la-Coste, Saint-Sébastien-d'Aigrefeuille, Sainte-Cécile-d'Andorge, Sainte-Croix-de-Caderle, Les Salles-du-Gardon, Sénéchas, Servas, Seynes, Soustelle, Thoiras-Corbès, Tornac, Vabres, La Vernarède et Vézénobres.
- Hors zone : Aigremont, Canaules-et-Argentières, Cassagnoles, Colognac, Logrian-Florian, Peyremale, Quissac, Saint-Bénézet, Saint-Nazaire-des-Gardies, Saint-Théodorit, Sauve, Savignargues et Vallérargues.

Le fonctionnement est le suivant :
- Au départ de la zone 1 et à destination de la zone 1, c'est la tarification de cette zone qui s'applique. À destination de la zone 2, c'est la tarification de la zone de destination qui s'applique ;
- Au départ de la zone 2 et à destination des zones 1 et 2, c'est la tarification de la zone 2 qui s'applique.

Ce fonctionnement tarifaire définit la numérotation
- Les lignes ayant un numéro à un chiffre sont au départ de la zone 1 à destination d'Alès ;
- Les lignes ayant un numéro à deux chiffres ou à trois chiffres sont au départ de la zone 2 à destination d'Alès ;
- Les lignes à la demande voient leur numéro suivi de la lettre D ;
- Les lignes scolaires voient leur numéro suivi de la lettre S ;
- La ligne du dimanche voit son numéro suivi des lettres DF.

### Lignes urbaines et navettes alentour
| Ligne | Caractéristiques | Caractéristiques                              | Caractéristiques                              | Caractéristiques                              | Caractéristiques                              | Caractéristiques                              | Caractéristiques                              | Caractéristiques                              | Caractéristiques                              |
| 1     | La Miraillette ⥋ Tamaris via Gare Routière | La Miraillette ⥋ Tamaris via Gare Routière    | La Miraillette ⥋ Tamaris via Gare Routière    | La Miraillette ⥋ Tamaris via Gare Routière    | La Miraillette ⥋ Tamaris via Gare Routière    | La Miraillette ⥋ Tamaris via Gare Routière    | La Miraillette ⥋ Tamaris via Gare Routière    | La Miraillette ⥋ Tamaris via Gare Routière    | La Miraillette ⥋ Tamaris via Gare Routière    |
| ----- | --- | --------------------------------------------- | --------------------------------------------- | --------------------------------------------- | --------------------------------------------- | --------------------------------------------- | --------------------------------------------- | --------------------------------------------- | --------------------------------------------- |
| 1     | Ouverture / Fermeture 3 mars 2018 / — | Longueur 11 km                                | Durée 39 min                                  | Nb. d’arrêts 32                               | Matériel Standards Midibus                    | Jours de fonctionnement L, Ma, Me, J, V, S    | Jour / Soir / Nuit / Fêtes O / — / N / N      | Voy. / an —                                   | Exploitant Keolis en Cévennes                 |
| 1     | Desserte : Alès - Principaux arrêts desservis : La Miraillette • Mas d'Hours • Gabriel Péri • Gare routière • Moulinet • Grabieux • Tamaris                                       |                                               |                                               |                                               |                                               |                                               |                                               |                                               |                                               |
| 1     | Autre : Zones traversées : 1 |                                               |                                               |                                               |                                               |                                               |                                               |                                               |                                               |
| 1     | Dernière actualisation : — |                                               |                                               |                                               |                                               |                                               |                                               |                                               |                                               |
| 2     | Hôpital ⥋ Gare routière via Clavières | Hôpital ⥋ Gare routière via Clavières         | Hôpital ⥋ Gare routière via Clavières         | Hôpital ⥋ Gare routière via Clavières         | Hôpital ⥋ Gare routière via Clavières         | Hôpital ⥋ Gare routière via Clavières         | Hôpital ⥋ Gare routière via Clavières         | Hôpital ⥋ Gare routière via Clavières         | Hôpital ⥋ Gare routière via Clavières         |
| 2     | Ouverture / Fermeture 3 mars 2018 / — | Longueur 4,9 km                               | Durée 17 à 20 min                             | Nb. d’arrêts 18                               | Matériel Standards Midibus                    | Jours de fonctionnement L, Ma, Me, J, V, S    | Jour / Soir / Nuit / Fêtes O / — / N / N      | Voy. / an —                                   | Exploitant Keolis en Cévennes                 |
| 2     | Desserte : Alès - Principaux arrêts desservis : Hôpital • Allemandes • École des mines • Chantilly • Gare routière                                                                |                                               |                                               |                                               |                                               |                                               |                                               |                                               |                                               |
| 2     | Autre : Zones traversées : 1 |                                               |                                               |                                               |                                               |                                               |                                               |                                               |                                               |
| 2     | Dernière actualisation : — |                                               |                                               |                                               |                                               |                                               |                                               |                                               |                                               |
| 3     | Pist 4 ⥋ Roussel via Gare routière et Malraux | Pist 4 ⥋ Roussel via Gare routière et Malraux | Pist 4 ⥋ Roussel via Gare routière et Malraux | Pist 4 ⥋ Roussel via Gare routière et Malraux | Pist 4 ⥋ Roussel via Gare routière et Malraux | Pist 4 ⥋ Roussel via Gare routière et Malraux | Pist 4 ⥋ Roussel via Gare routière et Malraux | Pist 4 ⥋ Roussel via Gare routière et Malraux | Pist 4 ⥋ Roussel via Gare routière et Malraux |
| 3     | Ouverture / Fermeture 3 mars 2018 / — | Longueur 9 km                                 | Durée 20 à 30 min                             | Nb. d’arrêts 14 à 21                          | Matériel Standards Midibus                    | Jours de fonctionnement L, Ma, Me, J, V, S    | Jour / Soir / Nuit / Fêtes O / — / N / N      | Voy. / an —                                   | Exploitant Keolis en Cévennes                 |
| 3     | Desserte : Alès - Principaux arrêts desservis : Malraux • La Forêt • Maladreries • Racine • Gare SNCF • Gare routière • Chantilly • Roussel                                       |                                               |                                               |                                               |                                               |                                               |                                               |                                               |                                               |
| 3     | Autre : - Les arrêts desservis par la ligne sont variables selon les heures de service.                                                                                           |                                               |                                               |                                               |                                               |                                               |                                               |                                               |                                               |
| 3     | Dernière actualisation : — |                                               |                                               |                                               |                                               |                                               |                                               |                                               |                                               |
| 4     | La Royale ⥋ Gare routière via Le Mineur | La Royale ⥋ Gare routière via Le Mineur       | La Royale ⥋ Gare routière via Le Mineur       | La Royale ⥋ Gare routière via Le Mineur       | La Royale ⥋ Gare routière via Le Mineur       | La Royale ⥋ Gare routière via Le Mineur       | La Royale ⥋ Gare routière via Le Mineur       | La Royale ⥋ Gare routière via Le Mineur       | La Royale ⥋ Gare routière via Le Mineur       |
| 4     | Ouverture / Fermeture 3 mars 2018 / — | Longueur 8 km                                 | Durée 29 min                                  | Nb. d’arrêts 24                               | Matériel Standards Midibus                    | Jours de fonctionnement L, Ma, Me, J, V, S    | Jour / Soir / Nuit / Fêtes O / — / N / N      | Voy. / an —                                   | Exploitant Keolis en Cévennes                 |
| 4     | Desserte : Alès - Principaux arrêts desservis : La Royale • Cauvel • Bilina • Cavalerie • Giono • Jean Moulin • Picasso • Le Marché • Gabriel Péri • Mairie Prim' • Gare routière |                                               |                                               |                                               |                                               |                                               |                                               |                                               |                                               |
| 4     | Autre : Zones traversées : 1 |                                               |                                               |                                               |                                               |                                               |                                               |                                               |                                               |
| 4     | Dernière actualisation : — |                                               |                                               |                                               |                                               |                                               |                                               |                                               |                                               |
| 10    | Navette 10 | Navette 10                                    | Navette 10                                    | Navette 10                                    | Navette 10                                    | Navette 10                                    | Navette 10                                    | Navette 10                                    | Navette 10                                    |
| 10    | Alès — Gare routière ⥋ Saint-Martin-de-Valgalgues — Mésanges |                                               |                                               |                                               |                                               |                                               |                                               |                                               |                                               |
| 10    | Ouverture / Fermeture — / — | Longueur —                                    | Durée —                                       | Nb. d’arrêts 18                               | Matériel Minibus                              | Jours de fonctionnement L, Ma, Me, J, V, S    | Jour / Soir / Nuit / Fêtes O / — / N / N      | Voy. / an —                                   | Exploitant —                                  |
| 10    | Desserte : Alès et Saint-Martin-de-Valgalgues - Principaux arrêts desservis : Gare routière • Ribot • Foyer Brassens • Guibert • Mésanges                                         |                                               |                                               |                                               |                                               |                                               |                                               |                                               |                                               |
| 10    | Autre : Zones traversées : 1 |                                               |                                               |                                               |                                               |                                               |                                               |                                               |                                               |
| 10    | Dernière actualisation : — |                                               |                                               |                                               |                                               |                                               |                                               |                                               |                                               |
| 20    | Navette 20 | Navette 20                                    | Navette 20                                    | Navette 20                                    | Navette 20                                    | Navette 20                                    | Navette 20                                    | Navette 20                                    | Navette 20                                    |
| 20    | Alès — Gare routière ⥋ Salindres — La Croisée |                                               |                                               |                                               |                                               |                                               |                                               |                                               |                                               |
| 20    | Ouverture / Fermeture — / — | Longueur —                                    | Durée —                                       | Nb. d’arrêts 31 à 32                          | Matériel Minibus                              | Jours de fonctionnement L, Ma, Me, J, V, S    | Jour / Soir / Nuit / Fêtes O / — / N / N      | Voy. / an —                                   | Exploitant —                                  |
| 20    | Desserte : Alès et Salindres - Principaux arrêts desservis : Gare routière • Vincent d'Indy • Zéphyre • Roussel • Val d'Arias • La Croisée • Jeanne d'Arc • Transhumance          |                                               |                                               |                                               |                                               |                                               |                                               |                                               |                                               |
| 20    | Autre : - Desserte du Val d'Arias à certaines heures uniquement. - Zones traversées : 1                                                                                           |                                               |                                               |                                               |                                               |                                               |                                               |                                               |                                               |
| 20    | Dernière actualisation : — |                                               |                                               |                                               |                                               |                                               |                                               |                                               |                                               |
| 30    | Navette 30 | Navette 30                                    | Navette 30                                    | Navette 30                                    | Navette 30                                    | Navette 30                                    | Navette 30                                    | Navette 30                                    | Navette 30                                    |
| 30    | Alès — Gare routière ⥋ Saint-Privat-des-Vieux — Saint-Jean |                                               |                                               |                                               |                                               |                                               |                                               |                                               |                                               |
| 30    | Ouverture / Fermeture — / — | Longueur —                                    | Durée —                                       | Nb. d’arrêts 22                               | Matériel Minibus                              | Jours de fonctionnement L, Ma, Me, J, V, S    | Jour / Soir / Nuit / Fêtes O / — / N / N      | Voy. / an —                                   | Exploitant —                                  |
| 30    | Desserte : Alès et Saint-Privat-des-Vieux - Principaux arrêts desservis : Gare routière • Talabot • Silhol • Clara • Impôts • Saint-Jean                                          |                                               |                                               |                                               |                                               |                                               |                                               |                                               |                                               |
| 30    | Autre : Zones traversées : 1 |                                               |                                               |                                               |                                               |                                               |                                               |                                               |                                               |
| 30    | Dernière actualisation : — |                                               |                                               |                                               |                                               |                                               |                                               |                                               |                                               |
| 50    | Navette 50 | Navette 50                                    | Navette 50                                    | Navette 50                                    | Navette 50                                    | Navette 50                                    | Navette 50                                    | Navette 50                                    | Navette 50                                    |
| 50    | Alès — Gare routière ⥋ Saint-Hilaire-de-Brethmas — Daufès |                                               |                                               |                                               |                                               |                                               |                                               |                                               |                                               |
| 50    | Ouverture / Fermeture — / — | Longueur —                                    | Durée —                                       | Nb. d’arrêts 29                               | Matériel Minibus                              | Jours de fonctionnement L, Ma, Me, J, V, S    | Jour / Soir / Nuit / Fêtes O / — / N / N      | Voy. / an —                                   | Exploitant —                                  |
| 50    | Desserte : Alès et Saint-Hilaire-de-Brethmas - Principaux arrêts desservis : Gare routière • Mairie Prim' • Carnot • Chopin • Schenk • Daufès • La Plaine • Mas Bruguier          |                                               |                                               |                                               |                                               |                                               |                                               |                                               |                                               |
| 50    | Autre : Zones traversées : 1 |                                               |                                               |                                               |                                               |                                               |                                               |                                               |                                               |
| 50    | Dernière actualisation : — |                                               |                                               |                                               |                                               |                                               |                                               |                                               |                                               |
| 60    | Navette 60 | Navette 60                                    | Navette 60                                    | Navette 60                                    | Navette 60                                    | Navette 60                                    | Navette 60                                    | Navette 60                                    | Navette 60                                    |
| 60    | Alès — Gare routière ⥋ Saint-Christol-lès-Alès — Pyramide |                                               |                                               |                                               |                                               |                                               |                                               |                                               |                                               |
| 60    | Ouverture / Fermeture — / — | Longueur —                                    | Durée —                                       | Nb. d’arrêts 38                               | Matériel Minibus                              | Jours de fonctionnement L, Ma, Me, J, V, S    | Jour / Soir / Nuit / Fêtes O / — / N / N      | Voy. / an —                                   | Exploitant —                                  |
| 60    | Desserte : Alès et Saint-Christol-lès-Alès - Principaux arrêts desservis : Gare routière • Piscine • Cyprès • Marmousets • Jardins de Montèze • Pyramide                          |                                               |                                               |                                               |                                               |                                               |                                               |                                               |                                               |
| 60    | Autre : Zones traversées : 1 |                                               |                                               |                                               |                                               |                                               |                                               |                                               |                                               |
| 60    | Dernière actualisation : — |                                               |                                               |                                               |                                               |                                               |                                               |                                               |                                               |
| N     | Navette de centre-ville ALES'Y 1 | Navette de centre-ville ALES'Y 1              | Navette de centre-ville ALES'Y 1              | Navette de centre-ville ALES'Y 1              | Navette de centre-ville ALES'Y 1              | Navette de centre-ville ALES'Y 1              | Navette de centre-ville ALES'Y 1              | Navette de centre-ville ALES'Y 1              | Navette de centre-ville ALES'Y 1              |
| N     | Brabo ⥋ Jules Guesde |                                               |                                               |                                               |                                               |                                               |                                               |                                               |                                               |
| N     | Ouverture / Fermeture 3 mars 2018 / — | Longueur —                                    | Durée —                                       | Nb. d’arrêts sur demande                      | Matériel Minibus                              | Jours de fonctionnement L, Ma, Me, J, V, S    | Jour / Soir / Nuit / Fêtes O / — / N / N      | Voy. / an —                                   | Exploitant Keolis en Cévennes                 |
| N     | Desserte : Centre-ville d'Alès - Principaux arrêts desservis : Brabo • Barbusse • Gabriel Péri • Jules Guesde                                                                     |                                               |                                               |                                               |                                               |                                               |                                               |                                               |                                               |
| N     | Autre : - Ligne gratuite. - La montée et la descente se font d'un signe au conducteur. - Le trajet est matérialisé au sol par une ligne bleue. - Zones traversées : 1             |                                               |                                               |                                               |                                               |                                               |                                               |                                               |                                               |
| N     | Dernière actualisation : — |                                               |                                               |                                               |                                               |                                               |                                               |                                               |                                               |
| N     | Navette de centre-ville ALES'Y 2 | Navette de centre-ville ALES'Y 2              | Navette de centre-ville ALES'Y 2              | Navette de centre-ville ALES'Y 2              | Navette de centre-ville ALES'Y 2              | Navette de centre-ville ALES'Y 2              | Navette de centre-ville ALES'Y 2              | Navette de centre-ville ALES'Y 2              | Navette de centre-ville ALES'Y 2              |
| N     | Barbusse ⥋ Talabot |                                               |                                               |                                               |                                               |                                               |                                               |                                               |                                               |
| N     | Ouverture / Fermeture 3 mars 2018 / — | Longueur —                                    | Durée —                                       | Nb. d’arrêts sur demande                      | Matériel Minibus                              | Jours de fonctionnement L, Ma, Me, J, V, S    | Jour / Soir / Nuit / Fêtes O / — / N / N      | Voy. / an —                                   | Exploitant Keolis en Cévennes                 |
| N     | Desserte : Centre-ville d'Alès - Principaux arrêts desservis : Barbusse • Mairie Prim' • Talabot                                                                                  |                                               |                                               |                                               |                                               |                                               |                                               |                                               |                                               |
| N     | Autre : - Ligne gratuite. - La montée et la descente se font d'un signe au conducteur. - Le trajet est matérialisé au sol par une ligne verte. - Zones traversées : 1             |                                               |                                               |                                               |                                               |                                               |                                               |                                               |                                               |
| N     | Dernière actualisation : — |                                               |                                               |                                               |                                               |                                               |                                               |                                               |                                               |
| N     | Navette de centre-ville ALES'Y 3 | Navette de centre-ville ALES'Y 3              | Navette de centre-ville ALES'Y 3              | Navette de centre-ville ALES'Y 3              | Navette de centre-ville ALES'Y 3              | Navette de centre-ville ALES'Y 3              | Navette de centre-ville ALES'Y 3              | Navette de centre-ville ALES'Y 3              | Navette de centre-ville ALES'Y 3              |
| N     | Barbusse ⥋ Gare routière |                                               |                                               |                                               |                                               |                                               |                                               |                                               |                                               |
| N     | Ouverture / Fermeture 3 mars 2018 / — | Longueur —                                    | Durée —                                       | Nb. d’arrêts sur demande                      | Matériel Minibus                              | Jours de fonctionnement L, Ma, Me, J, V, S    | Jour / Soir / Nuit / Fêtes O / — / N / N      | Voy. / an —                                   | Exploitant Keolis en Cévennes                 |
| N     | Desserte : Centre-ville d'Alès - Principaux arrêts desservis : Barbusse • Le Marché • Picasso • Jean Moulin • Boissier Sauvages • Brabo • Gare routière                           |                                               |                                               |                                               |                                               |                                               |                                               |                                               |                                               |
| N     | Autre : - Ligne gratuite. - La montée et la descente se font d'un signe au conducteur. - Le trajet est matérialisé au sol par une ligne orange. - Zones traversées : 1            |                                               |                                               |                                               |                                               |                                               |                                               |                                               |                                               |
| N     | Dernière actualisation : — |                                               |                                               |                                               |                                               |                                               |                                               |                                               |                                               |

### Lignes interurbaines
Ces lignes desservent principalement les zones 1 et 2. Trois lignes régulières du réseau régional liO (110, 113 et 115) assurent la desserte de certaines communes.
| Ligne | Caractéristiques | Caractéristiques                                                                                            | Caractéristiques                                                                                            | Caractéristiques                                                                                            | Caractéristiques                                                                                            | Caractéristiques                                                                                            | Caractéristiques                                                                                            | Caractéristiques                                                                                            | Caractéristiques                                                                                            |
| 11    | Alès — Gare routière ⥋ Saint-Martin-de-Valgalgues — Guibert / Sauvagnac | Alès — Gare routière ⥋ Saint-Martin-de-Valgalgues — Guibert / Sauvagnac                                     | Alès — Gare routière ⥋ Saint-Martin-de-Valgalgues — Guibert / Sauvagnac                                     | Alès — Gare routière ⥋ Saint-Martin-de-Valgalgues — Guibert / Sauvagnac                                     | Alès — Gare routière ⥋ Saint-Martin-de-Valgalgues — Guibert / Sauvagnac                                     | Alès — Gare routière ⥋ Saint-Martin-de-Valgalgues — Guibert / Sauvagnac                                     | Alès — Gare routière ⥋ Saint-Martin-de-Valgalgues — Guibert / Sauvagnac                                     | Alès — Gare routière ⥋ Saint-Martin-de-Valgalgues — Guibert / Sauvagnac                                     | Alès — Gare routière ⥋ Saint-Martin-de-Valgalgues — Guibert / Sauvagnac                                     |
| ----- | --- | --- | --- | --- | --- | --- | --- | --- | --- |
| 11    | Ouverture / Fermeture — / — | Longueur —                                                                                                  | Durée — | Nb. d’arrêts 29 à 30                                                                                        | Matériel —                                                                                                  | Jours de fonctionnement L, Ma, Me, J, V                                                                     | Jour / Soir / Nuit / Fêtes O / — / N / N                                                                    | Voy. / an —                                                                                                 | Exploitant —                                                                                                |
| 11    | Desserte : Alès et Saint-Martin-de-Valgalgues - Principaux arrêts desservis : Gare routière • Dumas • Guibert • Sauvagnac | | | | | | | | |
| 11    | Autre : - Ligne à itinéraire complexe ne circulant qu'en période scolaire. - Zones traversées : 1 | | | | | | | | |
| 11    | Dernière actualisation : — | | | | | | | | |
| 21    | Alès — Dumas / Gare routière ⥋ Salindres — Mas Vigouroux / La Croisée | Alès — Dumas / Gare routière ⥋ Salindres — Mas Vigouroux / La Croisée                                       | Alès — Dumas / Gare routière ⥋ Salindres — Mas Vigouroux / La Croisée                                       | Alès — Dumas / Gare routière ⥋ Salindres — Mas Vigouroux / La Croisée                                       | Alès — Dumas / Gare routière ⥋ Salindres — Mas Vigouroux / La Croisée                                       | Alès — Dumas / Gare routière ⥋ Salindres — Mas Vigouroux / La Croisée                                       | Alès — Dumas / Gare routière ⥋ Salindres — Mas Vigouroux / La Croisée                                       | Alès — Dumas / Gare routière ⥋ Salindres — Mas Vigouroux / La Croisée                                       | Alès — Dumas / Gare routière ⥋ Salindres — Mas Vigouroux / La Croisée                                       |
| 21    | Ouverture / Fermeture — / 1er septembre 2023 | Longueur —                                                                                                  | Durée — | Nb. d’arrêts 42 à 43                                                                                        | Matériel —                                                                                                  | Jours de fonctionnement L, Ma, Me, J, V                                                                     | Jour / Soir / Nuit / Fêtes O / — / N / N                                                                    | Voy. / an —                                                                                                 | Exploitant —                                                                                                |
| 21    | Desserte : Alès, Saint-Privat-des-Vieux et Salindres - Principaux arrêts desservis : Gare routière • Dumas • Collège Racine • Mas Vigouroux • La Croisée | | | | | | | | |
| 21    | Autre : - Ligne à itinéraire complexe ne circulant qu'en période scolaire. - Zones traversées : 1 | | | | | | | | |
| 21    | Dernière actualisation : — | | | | | | | | |
| 31    | Alès — Carrefour Saint-Privat / ZI Ravel ⥋ Alès — Gare routière / Collège Daudet via Saint-Privat-des-Vieux | Alès — Carrefour Saint-Privat / ZI Ravel ⥋ Alès — Gare routière / Collège Daudet via Saint-Privat-des-Vieux | Alès — Carrefour Saint-Privat / ZI Ravel ⥋ Alès — Gare routière / Collège Daudet via Saint-Privat-des-Vieux | Alès — Carrefour Saint-Privat / ZI Ravel ⥋ Alès — Gare routière / Collège Daudet via Saint-Privat-des-Vieux | Alès — Carrefour Saint-Privat / ZI Ravel ⥋ Alès — Gare routière / Collège Daudet via Saint-Privat-des-Vieux | Alès — Carrefour Saint-Privat / ZI Ravel ⥋ Alès — Gare routière / Collège Daudet via Saint-Privat-des-Vieux | Alès — Carrefour Saint-Privat / ZI Ravel ⥋ Alès — Gare routière / Collège Daudet via Saint-Privat-des-Vieux | Alès — Carrefour Saint-Privat / ZI Ravel ⥋ Alès — Gare routière / Collège Daudet via Saint-Privat-des-Vieux | Alès — Carrefour Saint-Privat / ZI Ravel ⥋ Alès — Gare routière / Collège Daudet via Saint-Privat-des-Vieux |
| 31    | Ouverture / Fermeture — / — | Longueur —                                                                                                  | Durée — | Nb. d’arrêts 35 à 37                                                                                        | Matériel —                                                                                                  | Jours de fonctionnement L, Ma, Me, J, V                                                                     | Jour / Soir / Nuit / Fêtes O / — / N / N                                                                    | Voy. / an —                                                                                                 | Exploitant —                                                                                                |
| 31    | Desserte : Alès et Saint-Privat-des-Vieux - Principaux arrêts desservis : Carrefour Saint-Privat • ZI Ravel • Gare routière • Collège Daudet | | | | | | | | |
| 31    | Autre : - Ligne à itinéraire complexe ne circulant qu'en période scolaire. - Zones traversées : 1 | | | | | | | | |
| 31    | Dernière actualisation : — | | | | | | | | |
| 41    | Alès — Gare routière / Dumas ⥋ Méjannes-lès-Alès — Voutins | Alès — Gare routière / Dumas ⥋ Méjannes-lès-Alès — Voutins                                                  | Alès — Gare routière / Dumas ⥋ Méjannes-lès-Alès — Voutins                                                  | Alès — Gare routière / Dumas ⥋ Méjannes-lès-Alès — Voutins                                                  | Alès — Gare routière / Dumas ⥋ Méjannes-lès-Alès — Voutins                                                  | Alès — Gare routière / Dumas ⥋ Méjannes-lès-Alès — Voutins                                                  | Alès — Gare routière / Dumas ⥋ Méjannes-lès-Alès — Voutins                                                  | Alès — Gare routière / Dumas ⥋ Méjannes-lès-Alès — Voutins                                                  | Alès — Gare routière / Dumas ⥋ Méjannes-lès-Alès — Voutins                                                  |
| 41    | Ouverture / Fermeture — / — | Longueur —                                                                                                  | Durée — | Nb. d’arrêts 22 à 23                                                                                        | Matériel —                                                                                                  | Jours de fonctionnement L, Ma, Me, J, V                                                                     | Jour / Soir / Nuit / Fêtes O / — / N / N                                                                    | Voy. / an —                                                                                                 | Exploitant —                                                                                                |
| 41    | Desserte : Alès, Saint-Privat-des-Vieux, Mons et Méjannes-lès-Alès - Principaux arrêts desservis : Gare routière • Dumas • Voutins | | | | | | | | |
| 41    | Autre : - Ligne à itinéraire complexe ne circulant qu'en période scolaire. - Zones traversées : 1 | | | | | | | | |
| 41    | Dernière actualisation : — | | | | | | | | |
| 51    | Alès — Gare routière / Collège Daudet ⥋ Saint-Hilaire-de-Brethmas — Moulins du Juge / Serre Blanc | Alès — Gare routière / Collège Daudet ⥋ Saint-Hilaire-de-Brethmas — Moulins du Juge / Serre Blanc           | Alès — Gare routière / Collège Daudet ⥋ Saint-Hilaire-de-Brethmas — Moulins du Juge / Serre Blanc           | Alès — Gare routière / Collège Daudet ⥋ Saint-Hilaire-de-Brethmas — Moulins du Juge / Serre Blanc           | Alès — Gare routière / Collège Daudet ⥋ Saint-Hilaire-de-Brethmas — Moulins du Juge / Serre Blanc           | Alès — Gare routière / Collège Daudet ⥋ Saint-Hilaire-de-Brethmas — Moulins du Juge / Serre Blanc           | Alès — Gare routière / Collège Daudet ⥋ Saint-Hilaire-de-Brethmas — Moulins du Juge / Serre Blanc           | Alès — Gare routière / Collège Daudet ⥋ Saint-Hilaire-de-Brethmas — Moulins du Juge / Serre Blanc           | Alès — Gare routière / Collège Daudet ⥋ Saint-Hilaire-de-Brethmas — Moulins du Juge / Serre Blanc           |
| 51    | Ouverture / Fermeture — / — | Longueur —                                                                                                  | Durée — | Nb. d’arrêts 23 à 33                                                                                        | Matériel —                                                                                                  | Jours de fonctionnement L, Ma, Me, J, V                                                                     | Jour / Soir / Nuit / Fêtes O / — / N / N                                                                    | Voy. / an —                                                                                                 | Exploitant —                                                                                                |
| 51    | Desserte : Alès et Saint-Hilaire-de-Brethmas - Principaux arrêts desservis : Gare routière • Collège Daudet • Moulins du Juge • Serre Blanc | | | | | | | | |
| 51    | Autre : - Ligne à itinéraire complexe ne circulant qu'en période scolaire. - Zones traversées : 1 | | | | | | | | |
| 51    | Dernière actualisation : — | | | | | | | | |
| 61    | Alès — Gare routière ⥋ Saint-Christol-lès-Alès — Cavalas | Alès — Gare routière ⥋ Saint-Christol-lès-Alès — Cavalas                                                    | Alès — Gare routière ⥋ Saint-Christol-lès-Alès — Cavalas                                                    | Alès — Gare routière ⥋ Saint-Christol-lès-Alès — Cavalas                                                    | Alès — Gare routière ⥋ Saint-Christol-lès-Alès — Cavalas                                                    | Alès — Gare routière ⥋ Saint-Christol-lès-Alès — Cavalas                                                    | Alès — Gare routière ⥋ Saint-Christol-lès-Alès — Cavalas                                                    | Alès — Gare routière ⥋ Saint-Christol-lès-Alès — Cavalas                                                    | Alès — Gare routière ⥋ Saint-Christol-lès-Alès — Cavalas                                                    |
| 61    | Ouverture / Fermeture — / — | Longueur —                                                                                                  | Durée — | Nb. d’arrêts 55 à 63                                                                                        | Matériel —                                                                                                  | Jours de fonctionnement L, Ma, Me, J, V                                                                     | Jour / Soir / Nuit / Fêtes O / — / N / N                                                                    | Voy. / an —                                                                                                 | Exploitant —                                                                                                |
| 61    | Desserte : Alès et Saint-Christol-lès-Alès - Principaux arrêts desservis : Gare routière • Dumas • Boissier Sauvages • Cavalas | | | | | | | | |
| 61    | Autre : - Ligne à itinéraire complexe ne circulant qu'en période scolaire. - Zones traversées : 1 | | | | | | | | |
| 61    | Dernière actualisation : — | | | | | | | | |
| 72    | Alès — Collèges Daudet et Diderot / Bellevue / Jean Moulin ⥋ Saint-Jean-du-Gard — L.P. Marie Curie | Alès — Collèges Daudet et Diderot / Bellevue / Jean Moulin ⥋ Saint-Jean-du-Gard — L.P. Marie Curie          | Alès — Collèges Daudet et Diderot / Bellevue / Jean Moulin ⥋ Saint-Jean-du-Gard — L.P. Marie Curie          | Alès — Collèges Daudet et Diderot / Bellevue / Jean Moulin ⥋ Saint-Jean-du-Gard — L.P. Marie Curie          | Alès — Collèges Daudet et Diderot / Bellevue / Jean Moulin ⥋ Saint-Jean-du-Gard — L.P. Marie Curie          | Alès — Collèges Daudet et Diderot / Bellevue / Jean Moulin ⥋ Saint-Jean-du-Gard — L.P. Marie Curie          | Alès — Collèges Daudet et Diderot / Bellevue / Jean Moulin ⥋ Saint-Jean-du-Gard — L.P. Marie Curie          | Alès — Collèges Daudet et Diderot / Bellevue / Jean Moulin ⥋ Saint-Jean-du-Gard — L.P. Marie Curie          | Alès — Collèges Daudet et Diderot / Bellevue / Jean Moulin ⥋ Saint-Jean-du-Gard — L.P. Marie Curie          |
| 72    | Ouverture / Fermeture — / — | Longueur —                                                                                                  | Durée — | Nb. d’arrêts 57                                                                                             | Matériel —                                                                                                  | Jours de fonctionnement L, Ma, Me, J, V, S                                                                  | Jour / Soir / Nuit / Fêtes O / — / N / N                                                                    | Voy. / an —                                                                                                 | Exploitant —                                                                                                |
| 72    | Desserte : Alès, Saint-Christol-lès-Alès, Bagard, Boisset-et-Gaujac, Anduze, Thoiras-Corbès et Saint-Jean-du-Gard - Principaux arrêts desservis : Gare routière • Dumas • Gabriel Péri • L.P. Marie Curie | | | | | | | | |
| 72    | Autre : - Ligne à itinéraire complexe. - Zones traversées : 1 et 2 | | | | | | | | |
| 72    | Dernière actualisation : — | | | | | | | | |
| 81    | Alès — Gare routière ⥋ Saint-Jean-du-Gard — Lycée | Alès — Gare routière ⥋ Saint-Jean-du-Gard — Lycée                                                           | Alès — Gare routière ⥋ Saint-Jean-du-Gard — Lycée                                                           | Alès — Gare routière ⥋ Saint-Jean-du-Gard — Lycée                                                           | Alès — Gare routière ⥋ Saint-Jean-du-Gard — Lycée                                                           | Alès — Gare routière ⥋ Saint-Jean-du-Gard — Lycée                                                           | Alès — Gare routière ⥋ Saint-Jean-du-Gard — Lycée                                                           | Alès — Gare routière ⥋ Saint-Jean-du-Gard — Lycée                                                           | Alès — Gare routière ⥋ Saint-Jean-du-Gard — Lycée                                                           |
| 81    | Ouverture / Fermeture — / — | Longueur —                                                                                                  | Durée — | Nb. d’arrêts 48                                                                                             | Matériel —                                                                                                  | Jours de fonctionnement L, Ma, Me, J, V, S                                                                  | Jour / Soir / Nuit / Fêtes O / — / N / N                                                                    | Voy. / an —                                                                                                 | Exploitant —                                                                                                |
| 81    | Desserte : Alès, Saint-Jean-du-Pin, Saint-Sébastien-d'Aigrefeuille, Générargues, Anduze, Mialet et Saint-Jean-du-Gard - Principaux arrêts desservis : Gare routière • L.P. Marie Curie | | | | | | | | |
| 81    | Autre : - Ligne à itinéraire complexe. - Zones traversées : 1 et 2 | | | | | | | | |
| 81    | Dernière actualisation : — | | | | | | | | |
| 91    | Alès — Gare routière ⥋ Saint-Paul-la-Coste — Brugairolles-le-Haut | Alès — Gare routière ⥋ Saint-Paul-la-Coste — Brugairolles-le-Haut                                           | Alès — Gare routière ⥋ Saint-Paul-la-Coste — Brugairolles-le-Haut                                           | Alès — Gare routière ⥋ Saint-Paul-la-Coste — Brugairolles-le-Haut                                           | Alès — Gare routière ⥋ Saint-Paul-la-Coste — Brugairolles-le-Haut                                           | Alès — Gare routière ⥋ Saint-Paul-la-Coste — Brugairolles-le-Haut                                           | Alès — Gare routière ⥋ Saint-Paul-la-Coste — Brugairolles-le-Haut                                           | Alès — Gare routière ⥋ Saint-Paul-la-Coste — Brugairolles-le-Haut                                           | Alès — Gare routière ⥋ Saint-Paul-la-Coste — Brugairolles-le-Haut                                           |
| 91    | Ouverture / Fermeture — / — | Longueur —                                                                                                  | Durée — | Nb. d’arrêts 15                                                                                             | Matériel —                                                                                                  | Jours de fonctionnement L, Ma, Me, J, V                                                                     | Jour / Soir / Nuit / Fêtes O / — / N / N                                                                    | Voy. / an —                                                                                                 | Exploitant —                                                                                                |
| 91    | Desserte : Alès, Cendras et Saint-Paul-la-Coste - Principaux arrêts desservis : Gare routière • Dumas • Brugairolles-le-Haut | | | | | | | | |
| 91    | Autre : - Ligne ne circulant qu'en période scolaire. - Zones traversées : 1 et 2 | | | | | | | | |
| 91    | Dernière actualisation : — | | | | | | | | |
| 110   | Alès — Gare routière ⥋ Chamborigaud — La Jasse | Alès — Gare routière ⥋ Chamborigaud — La Jasse                                                              | Alès — Gare routière ⥋ Chamborigaud — La Jasse                                                              | Alès — Gare routière ⥋ Chamborigaud — La Jasse                                                              | Alès — Gare routière ⥋ Chamborigaud — La Jasse                                                              | Alès — Gare routière ⥋ Chamborigaud — La Jasse                                                              | Alès — Gare routière ⥋ Chamborigaud — La Jasse                                                              | Alès — Gare routière ⥋ Chamborigaud — La Jasse                                                              | Alès — Gare routière ⥋ Chamborigaud — La Jasse                                                              |
| 110   | Ouverture / Fermeture — / — | Longueur —                                                                                                  | Durée — | Nb. d’arrêts 24 à 27                                                                                        | Matériel —                                                                                                  | Jours de fonctionnement L, Ma, Me, J, V                                                                     | Jour / Soir / Nuit / Fêtes O / — / N / N                                                                    | Voy. / an —                                                                                                 | Exploitant —                                                                                                |
| 110   | Desserte : Alès, Saint-Martin-de-Valgalgues, Laval-Pradel, Portes, La Vernarède et Chamborigaud - Principaux arrêts desservis : Gare routière • La Jasse | | | | | | | | |
| 110   | Autre : Zones traversées : 1 et 2 | | | | | | | | |
| 110   | Dernière actualisation : — | | | | | | | | |
| 210   | Alès — J. Moulin / Daudet/Bellevue ⥋ Le Martinet — Henri Barbusse | Alès — J. Moulin / Daudet/Bellevue ⥋ Le Martinet — Henri Barbusse                                           | Alès — J. Moulin / Daudet/Bellevue ⥋ Le Martinet — Henri Barbusse                                           | Alès — J. Moulin / Daudet/Bellevue ⥋ Le Martinet — Henri Barbusse                                           | Alès — J. Moulin / Daudet/Bellevue ⥋ Le Martinet — Henri Barbusse                                           | Alès — J. Moulin / Daudet/Bellevue ⥋ Le Martinet — Henri Barbusse                                           | Alès — J. Moulin / Daudet/Bellevue ⥋ Le Martinet — Henri Barbusse                                           | Alès — J. Moulin / Daudet/Bellevue ⥋ Le Martinet — Henri Barbusse                                           | Alès — J. Moulin / Daudet/Bellevue ⥋ Le Martinet — Henri Barbusse                                           |
| 210   | Ouverture / Fermeture — / — | Longueur —                                                                                                  | Durée — | Nb. d’arrêts 40 à 42                                                                                        | Matériel —                                                                                                  | Jours de fonctionnement L, Ma, Me, J, V, S                                                                  | Jour / Soir / Nuit / Fêtes O / — / N / N                                                                    | Voy. / an —                                                                                                 | Exploitant —                                                                                                |
| 210   | Desserte : Alès, Saint-Martin-de-Valgalgues, Saint-Julien-les-Rosiers, Rousson, Les Mages, Saint-Jean-de-Valériscle, Saint-Florent-sur-Auzonnet et Le Martinet - Principaux arrêts desservis : Gare routière • Daudet/Bellevue • Henri Barbusse                                                                              | | | | | | | | |
| 210   | Autre : Zones traversées : 1 et 2 | | | | | | | | |
| 210   | Dernière actualisation : — | | | | | | | | |
| 220   | Alès — Gare routière / Daudet/Bellevue ⥋ Saint-Julien-les-Rosiers — Vieilles écoles / Marronniers | Alès — Gare routière / Daudet/Bellevue ⥋ Saint-Julien-les-Rosiers — Vieilles écoles / Marronniers           | Alès — Gare routière / Daudet/Bellevue ⥋ Saint-Julien-les-Rosiers — Vieilles écoles / Marronniers           | Alès — Gare routière / Daudet/Bellevue ⥋ Saint-Julien-les-Rosiers — Vieilles écoles / Marronniers           | Alès — Gare routière / Daudet/Bellevue ⥋ Saint-Julien-les-Rosiers — Vieilles écoles / Marronniers           | Alès — Gare routière / Daudet/Bellevue ⥋ Saint-Julien-les-Rosiers — Vieilles écoles / Marronniers           | Alès — Gare routière / Daudet/Bellevue ⥋ Saint-Julien-les-Rosiers — Vieilles écoles / Marronniers           | Alès — Gare routière / Daudet/Bellevue ⥋ Saint-Julien-les-Rosiers — Vieilles écoles / Marronniers           | Alès — Gare routière / Daudet/Bellevue ⥋ Saint-Julien-les-Rosiers — Vieilles écoles / Marronniers           |
| 220   | Ouverture / Fermeture — / — | Longueur —                                                                                                  | Durée — | Nb. d’arrêts 25                                                                                             | Matériel —                                                                                                  | Jours de fonctionnement L, Ma, Me, J, V                                                                     | Jour / Soir / Nuit / Fêtes O / — / N / N                                                                    | Voy. / an —                                                                                                 | Exploitant —                                                                                                |
| 220   | Desserte : Alès, Saint-Martin-de-Valgalgues et Saint-Julien-les-Rosiers - Principaux arrêts desservis : Gare routière • Daudet/Bellevue • Vieilles écoles • Marronniers | | | | | | | | |
| 220   | Autre : - Ligne ne circulant qu'en période scolaire. - Zones traversées : 1 et 2 | | | | | | | | |
| 220   | Dernière actualisation : — | | | | | | | | |
| 230   | Alès — Gare routière ⥋ Robiac-Rochessadoule — La Briqueterie | Alès — Gare routière ⥋ Robiac-Rochessadoule — La Briqueterie                                                | Alès — Gare routière ⥋ Robiac-Rochessadoule — La Briqueterie                                                | Alès — Gare routière ⥋ Robiac-Rochessadoule — La Briqueterie                                                | Alès — Gare routière ⥋ Robiac-Rochessadoule — La Briqueterie                                                | Alès — Gare routière ⥋ Robiac-Rochessadoule — La Briqueterie                                                | Alès — Gare routière ⥋ Robiac-Rochessadoule — La Briqueterie                                                | Alès — Gare routière ⥋ Robiac-Rochessadoule — La Briqueterie                                                | Alès — Gare routière ⥋ Robiac-Rochessadoule — La Briqueterie                                                |
| 230   | Ouverture / Fermeture — / — | Longueur —                                                                                                  | Durée — | Nb. d’arrêts 62                                                                                             | Matériel —                                                                                                  | Jours de fonctionnement L, Ma, Me, J, V, S                                                                  | Jour / Soir / Nuit / Fêtes O / — / N / N                                                                    | Voy. / an —                                                                                                 | Exploitant —                                                                                                |
| 230   | Desserte : Alès, Saint-Martin-de-Valgalgues, Saint-Julien-les-Rosiers, Rousson, Les Mages, Saint-Ambroix, Meyrannes, Molières-sur-Cèze, Bessèges, Gagnières et Robiac-Rochessadoule - Principaux arrêts desservis : Gare routière • La Briqueterie                                                                           | | | | | | | | |
| 230   | Autre : Zones traversées : 1 et 2 | | | | | | | | |
| 230   | Dernière actualisation : — | | | | | | | | |
| 310   | Alès — Gare routière ⥋ Vallérargues — Croisement D6 | Alès — Gare routière ⥋ Vallérargues — Croisement D6                                                         | Alès — Gare routière ⥋ Vallérargues — Croisement D6                                                         | Alès — Gare routière ⥋ Vallérargues — Croisement D6                                                         | Alès — Gare routière ⥋ Vallérargues — Croisement D6                                                         | Alès — Gare routière ⥋ Vallérargues — Croisement D6                                                         | Alès — Gare routière ⥋ Vallérargues — Croisement D6                                                         | Alès — Gare routière ⥋ Vallérargues — Croisement D6                                                         | Alès — Gare routière ⥋ Vallérargues — Croisement D6                                                         |
| 310   | Ouverture / Fermeture 6 janvier 2014 / — | Longueur —                                                                                                  | Durée — | Nb. d’arrêts 36                                                                                             | Matériel —                                                                                                  | Jours de fonctionnement L, Ma, Me, J, V, S                                                                  | Jour / Soir / Nuit / Fêtes O / — / N / N                                                                    | Voy. / an —                                                                                                 | Exploitant —                                                                                                |
| 310   | Desserte : Alès, Saint-Hilaire-de-Brethmas, Méjannes-lès-Alès, Mons, Les Plans, Servas, Navacelles, Saint-Just-et-Vacquières, Brouzet-lès-Alès, Seynes et Vallérargues - Principaux arrêts desservis : Gare routière • Croisement D6                                                                                         | | | | | | | | |
| 310   | Autre : Zones traversées : 1, 2 et Hors zone | | | | | | | | |
| 310   | Dernière actualisation : — | | | | | | | | |
| 410   | Alès — Dumas ⥋ Euzet — Place | Alès — Dumas ⥋ Euzet — Place                                                                                | Alès — Dumas ⥋ Euzet — Place                                                                                | Alès — Dumas ⥋ Euzet — Place                                                                                | Alès — Dumas ⥋ Euzet — Place                                                                                | Alès — Dumas ⥋ Euzet — Place                                                                                | Alès — Dumas ⥋ Euzet — Place                                                                                | Alès — Dumas ⥋ Euzet — Place                                                                                | Alès — Dumas ⥋ Euzet — Place                                                                                |
| 410   | Ouverture / Fermeture — / — | Longueur —                                                                                                  | Durée — | Nb. d’arrêts 34                                                                                             | Matériel —                                                                                                  | Jours de fonctionnement L, Ma, Me, J, V, S                                                                  | Jour / Soir / Nuit / Fêtes O / — / N / N                                                                    | Voy. / an —                                                                                                 | Exploitant —                                                                                                |
| 410   | Desserte : Alès, Saint-Hilaire-de-Brethmas, Méjannes-lès-Alès, Deaux, Monteils, Saint-Hippolyte-de-Caton, Saint-Étienne-de-l'Olm, Martignargues, Saint-Césaire-de-Gauzignan, Saint-Maurice-de-Cazevieille, Saint-Jean-de-Ceyrargues et Euzet - Principaux arrêts desservis : Dumas • Place                                   | | | | | | | | |
| 410   | Autre : Zones traversées : 1 et 2 | | | | | | | | |
| 410   | Dernière actualisation : — | | | | | | | | |
| 510   | Alès — Gare routière ⥋ Brignon — Collège de la Gardonnenque | Alès — Gare routière ⥋ Brignon — Collège de la Gardonnenque                                                 | Alès — Gare routière ⥋ Brignon — Collège de la Gardonnenque                                                 | Alès — Gare routière ⥋ Brignon — Collège de la Gardonnenque                                                 | Alès — Gare routière ⥋ Brignon — Collège de la Gardonnenque                                                 | Alès — Gare routière ⥋ Brignon — Collège de la Gardonnenque                                                 | Alès — Gare routière ⥋ Brignon — Collège de la Gardonnenque                                                 | Alès — Gare routière ⥋ Brignon — Collège de la Gardonnenque                                                 | Alès — Gare routière ⥋ Brignon — Collège de la Gardonnenque                                                 |
| 510   | Ouverture / Fermeture 6 janvier 2014 / — | Longueur —                                                                                                  | Durée — | Nb. d’arrêts 20                                                                                             | Matériel —                                                                                                  | Jours de fonctionnement L, Ma, Me, J, V, S                                                                  | Jour / Soir / Nuit / Fêtes O / — / N / N                                                                    | Voy. / an —                                                                                                 | Exploitant —                                                                                                |
| 510   | Desserte : Alès, Saint-Hilaire-de-Brethmas, Vézénobres, Ners, Boucoiran-et-Nozières, Cruviers-Lascours, Saint-Césaire-de-Gauzignan et Brignon - Principaux arrêts desservis : Gare routière • Collège de la Gardonnenque | | | | | | | | |
| 510   | Autre : - Il est possible d'emprunter la ligne A10 du réseau régional liO, qui suit le trajet de la ligne, avec un titre Ales'y dans le périmètre du SMTBA. En contrepartie, les titres liO sont acceptés sur la ligne 510 dans le cadre d'une correspondance de la ligne A10 vers la ligne 510. - Zones traversées : 1 et 2 | | | | | | | | |
| 510   | Dernière actualisation : — | | | | | | | | |
| 610   | Alès — Gare routière ⥋ Quissac — Carrefour Route d'Alès | Alès — Gare routière ⥋ Quissac — Carrefour Route d'Alès                                                     | Alès — Gare routière ⥋ Quissac — Carrefour Route d'Alès                                                     | Alès — Gare routière ⥋ Quissac — Carrefour Route d'Alès                                                     | Alès — Gare routière ⥋ Quissac — Carrefour Route d'Alès                                                     | Alès — Gare routière ⥋ Quissac — Carrefour Route d'Alès                                                     | Alès — Gare routière ⥋ Quissac — Carrefour Route d'Alès                                                     | Alès — Gare routière ⥋ Quissac — Carrefour Route d'Alès                                                     | Alès — Gare routière ⥋ Quissac — Carrefour Route d'Alès                                                     |
| 610   | Ouverture / Fermeture — / — | Longueur —                                                                                                  | Durée — | Nb. d’arrêts 46                                                                                             | Matériel —                                                                                                  | Jours de fonctionnement L, Ma, Me, J, V                                                                     | Jour / Soir / Nuit / Fêtes O / — / N / N                                                                    | Voy. / an —                                                                                                 | Exploitant —                                                                                                |
| 610   | Desserte : Alès, Saint-Christol-lès-Alès, Bagard, Ribaute-les-Tavernes, Massanes, Cardet, Lédignan, Lézan, Saint-Jean-de-Serres, Canaules-et-Argentières, Logrian-Florian, Sauve et Quissac - Principaux arrêts desservis : Gare routière • Carrefour Route d'Alès                                                           | | | | | | | | |
| 610   | Autre : Zones traversées : 1, 2 et hors zone | | | | | | | | |
| 610   | Dernière actualisation : — | | | | | | | | |
| 615   | Ribaute-les-Tavernes — Mas Miger ⥋ Lédignan — Collège | Ribaute-les-Tavernes — Mas Miger ⥋ Lédignan — Collège                                                       | Ribaute-les-Tavernes — Mas Miger ⥋ Lédignan — Collège                                                       | Ribaute-les-Tavernes — Mas Miger ⥋ Lédignan — Collège                                                       | Ribaute-les-Tavernes — Mas Miger ⥋ Lédignan — Collège                                                       | Ribaute-les-Tavernes — Mas Miger ⥋ Lédignan — Collège                                                       | Ribaute-les-Tavernes — Mas Miger ⥋ Lédignan — Collège                                                       | Ribaute-les-Tavernes — Mas Miger ⥋ Lédignan — Collège                                                       | Ribaute-les-Tavernes — Mas Miger ⥋ Lédignan — Collège                                                       |
| 615   | Ouverture / Fermeture — / — | Longueur —                                                                                                  | Durée — | Nb. d’arrêts 5                                                                                              | Matériel —                                                                                                  | Jours de fonctionnement L, Ma, Me, J, V                                                                     | Jour / Soir / Nuit / Fêtes O / — / N / N                                                                    | Voy. / an —                                                                                                 | Exploitant —                                                                                                |
| 615   | Desserte : Ribaute-les-Tavernes et Lédignan - Principaux arrêts desservis : Mas Miger • Collège | | | | | | | | |
| 615   | Autre : - Ligne ne circulant qu'en période scolaire et jumelée avec les lignes 616 et 617. - Zones traversées : 2 | | | | | | | | |
| 615   | Dernière actualisation : — | | | | | | | | |
| 616   | Lézan — La Cabane ⥋ Lédignan — Collège | Lézan — La Cabane ⥋ Lédignan — Collège                                                                      | Lézan — La Cabane ⥋ Lédignan — Collège                                                                      | Lézan — La Cabane ⥋ Lédignan — Collège                                                                      | Lézan — La Cabane ⥋ Lédignan — Collège                                                                      | Lézan — La Cabane ⥋ Lédignan — Collège                                                                      | Lézan — La Cabane ⥋ Lédignan — Collège                                                                      | Lézan — La Cabane ⥋ Lédignan — Collège                                                                      | Lézan — La Cabane ⥋ Lédignan — Collège                                                                      |
| 616   | Ouverture / Fermeture — / — | Longueur —                                                                                                  | Durée — | Nb. d’arrêts 8                                                                                              | Matériel —                                                                                                  | Jours de fonctionnement L, Ma, Me, J, V                                                                     | Jour / Soir / Nuit / Fêtes O / — / N / N                                                                    | Voy. / an —                                                                                                 | Exploitant —                                                                                                |
| 616   | Desserte : Lézan, Cardet et Lédignan - Principaux arrêts desservis : La Cabane • Collège | | | | | | | | |
| 616   | Autre : - Ligne ne circulant qu'en période scolaire et jumelée avec les lignes 615 et 617. - La desserte de Cardet Stade en direction de Lézan est assurée le matin et le mercredi midi par le 617. - Zones traversées : 2                                                                                                   | | | | | | | | |
| 616   | Dernière actualisation : — | | | | | | | | |
| 617   | Ribaute-les-Tavernes — Mas Miger / Mas Icard - Les Tavernes ⥋ Lédignan — Collège | Ribaute-les-Tavernes — Mas Miger / Mas Icard - Les Tavernes ⥋ Lédignan — Collège                            | Ribaute-les-Tavernes — Mas Miger / Mas Icard - Les Tavernes ⥋ Lédignan — Collège                            | Ribaute-les-Tavernes — Mas Miger / Mas Icard - Les Tavernes ⥋ Lédignan — Collège                            | Ribaute-les-Tavernes — Mas Miger / Mas Icard - Les Tavernes ⥋ Lédignan — Collège                            | Ribaute-les-Tavernes — Mas Miger / Mas Icard - Les Tavernes ⥋ Lédignan — Collège                            | Ribaute-les-Tavernes — Mas Miger / Mas Icard - Les Tavernes ⥋ Lédignan — Collège                            | Ribaute-les-Tavernes — Mas Miger / Mas Icard - Les Tavernes ⥋ Lédignan — Collège                            | Ribaute-les-Tavernes — Mas Miger / Mas Icard - Les Tavernes ⥋ Lédignan — Collège                            |
| 617   | Ouverture / Fermeture — / — | Longueur —                                                                                                  | Durée — | Nb. d’arrêts 9                                                                                              | Matériel —                                                                                                  | Jours de fonctionnement L, Ma, Me, J, V                                                                     | Jour / Soir / Nuit / Fêtes O / — / N / N                                                                    | Voy. / an —                                                                                                 | Exploitant —                                                                                                |
| 617   | Desserte : Ribaute-les-Tavernes, Massanes, Cardet et Lédignan - Principaux arrêts desservis : Mas Miger • Collège | | | | | | | | |
| 617   | Autre : - Ligne ne circulant qu'en période scolaire et jumelée avec les lignes 615 et 616. - Les trajets retour vers Cardet se font, sauf le mercredi, par la ligne 616. - Les terminus du matin et du mercredi ne se font pas à Mas Miger mais à Mas Icard - Les Tavernes. - Zones traversées : 2                           | | | | | | | | |
| 617   | Dernière actualisation : — | | | | | | | | |
| 620   | Alès — Gare routière ⥋ Lézan — La Cabane | Alès — Gare routière ⥋ Lézan — La Cabane                                                                    | Alès — Gare routière ⥋ Lézan — La Cabane                                                                    | Alès — Gare routière ⥋ Lézan — La Cabane                                                                    | Alès — Gare routière ⥋ Lézan — La Cabane                                                                    | Alès — Gare routière ⥋ Lézan — La Cabane                                                                    | Alès — Gare routière ⥋ Lézan — La Cabane                                                                    | Alès — Gare routière ⥋ Lézan — La Cabane                                                                    | Alès — Gare routière ⥋ Lézan — La Cabane                                                                    |
| 620   | Ouverture / Fermeture — / — | Longueur —                                                                                                  | Durée — | Nb. d’arrêts 21                                                                                             | Matériel —                                                                                                  | Jours de fonctionnement L, Ma, Me, J, V                                                                     | Jour / Soir / Nuit / Fêtes O / — / N / N                                                                    | Voy. / an —                                                                                                 | Exploitant —                                                                                                |
| 620   | Desserte : Alès, Saint-Christol-lès-Alès, Bagard, Boisset-et-Gaujac, Massillargues-Attuech et Lézan - Principaux arrêts desservis : Gare routière • La Cabane | | | | | | | | |
| 620   | Autre : - Ligne ne circulant qu'en période scolaire. - Zones traversées : 1 et 2 | | | | | | | | |
| 620   | Dernière actualisation : — | | | | | | | | |
| 630   | Alès — Dumas ⥋ Saint-Théodorit | Alès — Dumas ⥋ Saint-Théodorit                                                                              | Alès — Dumas ⥋ Saint-Théodorit                                                                              | Alès — Dumas ⥋ Saint-Théodorit                                                                              | Alès — Dumas ⥋ Saint-Théodorit                                                                              | Alès — Dumas ⥋ Saint-Théodorit                                                                              | Alès — Dumas ⥋ Saint-Théodorit                                                                              | Alès — Dumas ⥋ Saint-Théodorit                                                                              | Alès — Dumas ⥋ Saint-Théodorit                                                                              |
| 630   | Ouverture / Fermeture — / — | Longueur —                                                                                                  | Durée — | Nb. d’arrêts 19                                                                                             | Matériel —                                                                                                  | Jours de fonctionnement L, Ma, Me, J, V                                                                     | Jour / Soir / Nuit / Fêtes O / — / N / N                                                                    | Voy. / an —                                                                                                 | Exploitant —                                                                                                |
| 630   | Desserte : Alès, Saint-Christol-lès-Alès, Ribaute-les-Tavernes, Cassagnoles, Saint-Bénézet, Aigremont, Savignargues et Saint-Théodorit - Principaux arrêts desservis : Dumas • Saint-Théodorit | | | | | | | | |
| 630   | Autre : - Ligne ne circulant qu'en période scolaire. - Zones traversées : 1, 2 et hors zone | | | | | | | | |
| 630   | Dernière actualisation : — | | | | | | | | |
| 710   | Alès — Gare routière ⥋ Lasalle — Place Robert Francisque | Alès — Gare routière ⥋ Lasalle — Place Robert Francisque                                                    | Alès — Gare routière ⥋ Lasalle — Place Robert Francisque                                                    | Alès — Gare routière ⥋ Lasalle — Place Robert Francisque                                                    | Alès — Gare routière ⥋ Lasalle — Place Robert Francisque                                                    | Alès — Gare routière ⥋ Lasalle — Place Robert Francisque                                                    | Alès — Gare routière ⥋ Lasalle — Place Robert Francisque                                                    | Alès — Gare routière ⥋ Lasalle — Place Robert Francisque                                                    | Alès — Gare routière ⥋ Lasalle — Place Robert Francisque                                                    |
| 710   | Ouverture / Fermeture — / — | Longueur —                                                                                                  | Durée — | Nb. d’arrêts 35                                                                                             | Matériel —                                                                                                  | Jours de fonctionnement L, Ma, Me, J, V, S                                                                  | Jour / Soir / Nuit / Fêtes O / — / N / N                                                                    | Voy. / an —                                                                                                 | Exploitant —                                                                                                |
| 710   | Desserte : Alès, Saint-Christol-lès-Alès, Bagard, Boisset-et-Gaujac, Anduze, Thoiras-Corbès et Lasalle - Principaux arrêts desservis : Gare routière • Place Robert Francisque | | | | | | | | |
| 710   | Autre : - Ligne ne circulant qu'en période scolaire. - Le samedi, le service est effectué en transport à la demande, sur un trajet réduit à la section entre Lasalle et Thoiras Gare, en correspondance avec le 72 pour Alès. - Zones traversées : 1 et 2                                                                    | | | | | | | | |
| 710   | Dernière actualisation : — | | | | | | | | |
| 910   | Alès — Gare routière ⥋ La Grand-Combe — Trescol | Alès — Gare routière ⥋ La Grand-Combe — Trescol                                                             | Alès — Gare routière ⥋ La Grand-Combe — Trescol                                                             | Alès — Gare routière ⥋ La Grand-Combe — Trescol                                                             | Alès — Gare routière ⥋ La Grand-Combe — Trescol                                                             | Alès — Gare routière ⥋ La Grand-Combe — Trescol                                                             | Alès — Gare routière ⥋ La Grand-Combe — Trescol                                                             | Alès — Gare routière ⥋ La Grand-Combe — Trescol                                                             | Alès — Gare routière ⥋ La Grand-Combe — Trescol                                                             |
| 910   | Ouverture / Fermeture — / — | Longueur —                                                                                                  | Durée — | Nb. d’arrêts 38                                                                                             | Matériel —                                                                                                  | Jours de fonctionnement L, Ma, Me, J, V, S                                                                  | Jour / Soir / Nuit / Fêtes O / — / N / N                                                                    | Voy. / an —                                                                                                 | Exploitant —                                                                                                |
| 910   | Desserte : Alès, Saint-Martin-de-Valgalgues, Cendras, Les Salles-du-Gardon et La Grand-Combe - Principaux arrêts desservis : Gare routière • J. Callon • Trescol | | | | | | | | |
| 910   | Autre : - Ligne à itinéraire complexe. - Zones traversées : 1 et 2 | | | | | | | | |
| 910   | Dernière actualisation : — | | | | | | | | |

### Lignes de marché
Ces lignes circulent uniquement les jours de marché à Bessèges, La Grand-Combe et Saint-Ambroix.
| Ligne | Caractéristiques | Caractéristiques                                                                      | Caractéristiques                                                                      | Caractéristiques                                                                      | Caractéristiques                                                                      | Caractéristiques                                                                      | Caractéristiques                                                                      | Caractéristiques                                                                      | Caractéristiques                                                                      |
| 112   | Chamborigaud — La Jasse ⥋ La Grand-Combe — Église | Chamborigaud — La Jasse ⥋ La Grand-Combe — Église                                     | Chamborigaud — La Jasse ⥋ La Grand-Combe — Église                                     | Chamborigaud — La Jasse ⥋ La Grand-Combe — Église                                     | Chamborigaud — La Jasse ⥋ La Grand-Combe — Église                                     | Chamborigaud — La Jasse ⥋ La Grand-Combe — Église                                     | Chamborigaud — La Jasse ⥋ La Grand-Combe — Église                                     | Chamborigaud — La Jasse ⥋ La Grand-Combe — Église                                     | Chamborigaud — La Jasse ⥋ La Grand-Combe — Église                                     |
| ----- | --- | ------------------------------------------------------------------------------------- | ------------------------------------------------------------------------------------- | ------------------------------------------------------------------------------------- | ------------------------------------------------------------------------------------- | ------------------------------------------------------------------------------------- | ------------------------------------------------------------------------------------- | ------------------------------------------------------------------------------------- | ------------------------------------------------------------------------------------- |
| 112   | Ouverture / Fermeture — / — | Longueur —                                                                            | Durée —                                                                               | Nb. d’arrêts —                                                                        | Matériel —                                                                            | Jours de fonctionnement Me, S                                                         | Jour / Soir / Nuit / Fêtes O / — / N / N                                              | Voy. / an —                                                                           | Exploitant —                                                                          |
| 112   | Desserte : Chamborigaud, La Vernarède, Portes, Laval-Pradel et La Grand-Combe - Principaux arrêts desservis : La Jasse • Église                                                                       |                                                                                       |                                                                                       |                                                                                       |                                                                                       |                                                                                       |                                                                                       |                                                                                       |                                                                                       |
| 112   | Autre : Zones traversées : 2 |                                                                                       |                                                                                       |                                                                                       |                                                                                       |                                                                                       |                                                                                       |                                                                                       |                                                                                       |
| 112   | Dernière actualisation : — |                                                                                       |                                                                                       |                                                                                       |                                                                                       |                                                                                       |                                                                                       |                                                                                       |                                                                                       |
| 212   | Le Martinet — H. Barbusse ⥋ Saint-Ambroix — Mairie | Le Martinet — H. Barbusse ⥋ Saint-Ambroix — Mairie                                    | Le Martinet — H. Barbusse ⥋ Saint-Ambroix — Mairie                                    | Le Martinet — H. Barbusse ⥋ Saint-Ambroix — Mairie                                    | Le Martinet — H. Barbusse ⥋ Saint-Ambroix — Mairie                                    | Le Martinet — H. Barbusse ⥋ Saint-Ambroix — Mairie                                    | Le Martinet — H. Barbusse ⥋ Saint-Ambroix — Mairie                                    | Le Martinet — H. Barbusse ⥋ Saint-Ambroix — Mairie                                    | Le Martinet — H. Barbusse ⥋ Saint-Ambroix — Mairie                                    |
| 212   | Ouverture / Fermeture — / — | Longueur —                                                                            | Durée —                                                                               | Nb. d’arrêts 16                                                                       | Matériel —                                                                            | Jours de fonctionnement Ma                                                            | Jour / Soir / Nuit / Fêtes O / — / N / N                                              | Voy. / an —                                                                           | Exploitant —                                                                          |
| 212   | Desserte : Le Martinet, Saint-Florent-sur-Auzonnet, Saint-Jean-de-Valériscle, Les Mages et Saint-Ambroix - Principaux arrêts desservis : H. Barbusse • St-Florent • Cité de la Gare • Mairie • Mairie |                                                                                       |                                                                                       |                                                                                       |                                                                                       |                                                                                       |                                                                                       |                                                                                       |                                                                                       |
| 212   | Autre : Zones traversées : 2 |                                                                                       |                                                                                       |                                                                                       |                                                                                       |                                                                                       |                                                                                       |                                                                                       |                                                                                       |
| 212   | Dernière actualisation : — |                                                                                       |                                                                                       |                                                                                       |                                                                                       |                                                                                       |                                                                                       |                                                                                       |                                                                                       |
| 241   | Chamborigaud — Place principale - Mairie ⥋ Bessèges — Place de la Révolution | Chamborigaud — Place principale - Mairie ⥋ Bessèges — Place de la Révolution          | Chamborigaud — Place principale - Mairie ⥋ Bessèges — Place de la Révolution          | Chamborigaud — Place principale - Mairie ⥋ Bessèges — Place de la Révolution          | Chamborigaud — Place principale - Mairie ⥋ Bessèges — Place de la Révolution          | Chamborigaud — Place principale - Mairie ⥋ Bessèges — Place de la Révolution          | Chamborigaud — Place principale - Mairie ⥋ Bessèges — Place de la Révolution          | Chamborigaud — Place principale - Mairie ⥋ Bessèges — Place de la Révolution          | Chamborigaud — Place principale - Mairie ⥋ Bessèges — Place de la Révolution          |
| 241   | Ouverture / Fermeture — / — | Longueur —                                                                            | Durée —                                                                               | Nb. d’arrêts —                                                                        | Matériel —                                                                            | Jours de fonctionnement J                                                             | Jour / Soir / Nuit / Fêtes O / — / N / N                                              | Voy. / an —                                                                           | Exploitant —                                                                          |
| 241   | Desserte : Chamborigaud, Chambon, Peyremale et Bessèges - Principaux arrêts desservis : Place principale - Mairie • Place de la Révolution                                                            |                                                                                       |                                                                                       |                                                                                       |                                                                                       |                                                                                       |                                                                                       |                                                                                       |                                                                                       |
| 241   | Autre : Zones traversées : 2 et hors zone |                                                                                       |                                                                                       |                                                                                       |                                                                                       |                                                                                       |                                                                                       |                                                                                       |                                                                                       |
| 241   | Dernière actualisation : — |                                                                                       |                                                                                       |                                                                                       |                                                                                       |                                                                                       |                                                                                       |                                                                                       |                                                                                       |
| 242   | Bonnevaux — Les Allègres ⥋ Bessèges — Place de la Révolution | Bonnevaux — Les Allègres ⥋ Bessèges — Place de la Révolution                          | Bonnevaux — Les Allègres ⥋ Bessèges — Place de la Révolution                          | Bonnevaux — Les Allègres ⥋ Bessèges — Place de la Révolution                          | Bonnevaux — Les Allègres ⥋ Bessèges — Place de la Révolution                          | Bonnevaux — Les Allègres ⥋ Bessèges — Place de la Révolution                          | Bonnevaux — Les Allègres ⥋ Bessèges — Place de la Révolution                          | Bonnevaux — Les Allègres ⥋ Bessèges — Place de la Révolution                          | Bonnevaux — Les Allègres ⥋ Bessèges — Place de la Révolution                          |
| 242   | Ouverture / Fermeture — / — | Longueur —                                                                            | Durée —                                                                               | Nb. d’arrêts —                                                                        | Matériel —                                                                            | Jours de fonctionnement J                                                             | Jour / Soir / Nuit / Fêtes O / — / N / N                                              | Voy. / an —                                                                           | Exploitant —                                                                          |
| 242   | Desserte : Bonnevaux, Aujac, Bordezac et Bessèges - Principaux arrêts desservis : Les Allègres • Place de la Révolution                                                                               |                                                                                       |                                                                                       |                                                                                       |                                                                                       |                                                                                       |                                                                                       |                                                                                       |                                                                                       |
| 242   | Autre : Zones traversées : 2 et hors zone |                                                                                       |                                                                                       |                                                                                       |                                                                                       |                                                                                       |                                                                                       |                                                                                       |                                                                                       |
| 242   | Dernière actualisation : — |                                                                                       |                                                                                       |                                                                                       |                                                                                       |                                                                                       |                                                                                       |                                                                                       |                                                                                       |
| 921   | La Grand-Combe — Champclauson - Cité Carrière ⥋ La Grand-Combe — Rond-Point Portal | La Grand-Combe — Champclauson - Cité Carrière ⥋ La Grand-Combe — Rond-Point Portal    | La Grand-Combe — Champclauson - Cité Carrière ⥋ La Grand-Combe — Rond-Point Portal    | La Grand-Combe — Champclauson - Cité Carrière ⥋ La Grand-Combe — Rond-Point Portal    | La Grand-Combe — Champclauson - Cité Carrière ⥋ La Grand-Combe — Rond-Point Portal    | La Grand-Combe — Champclauson - Cité Carrière ⥋ La Grand-Combe — Rond-Point Portal    | La Grand-Combe — Champclauson - Cité Carrière ⥋ La Grand-Combe — Rond-Point Portal    | La Grand-Combe — Champclauson - Cité Carrière ⥋ La Grand-Combe — Rond-Point Portal    | La Grand-Combe — Champclauson - Cité Carrière ⥋ La Grand-Combe — Rond-Point Portal    |
| 921   | Ouverture / Fermeture — / — | Longueur —                                                                            | Durée —                                                                               | Nb. d’arrêts —                                                                        | Matériel —                                                                            | Jours de fonctionnement Me, S                                                         | Jour / Soir / Nuit / Fêtes O / — / N / N                                              | Voy. / an —                                                                           | Exploitant —                                                                          |
| 921   | Desserte : La Grand-Combe - Principaux arrêts desservis : Champclauson • Église |                                                                                       |                                                                                       |                                                                                       |                                                                                       |                                                                                       |                                                                                       |                                                                                       |                                                                                       |
| 921   | Autre : Zones traversées : 2 |                                                                                       |                                                                                       |                                                                                       |                                                                                       |                                                                                       |                                                                                       |                                                                                       |                                                                                       |
| 921   | Dernière actualisation : — |                                                                                       |                                                                                       |                                                                                       |                                                                                       |                                                                                       |                                                                                       |                                                                                       |                                                                                       |
| 922   | La Grand-Combe — L'Arboux ⥋ La Grand-Combe — Portal | La Grand-Combe — L'Arboux ⥋ La Grand-Combe — Portal                                   | La Grand-Combe — L'Arboux ⥋ La Grand-Combe — Portal                                   | La Grand-Combe — L'Arboux ⥋ La Grand-Combe — Portal                                   | La Grand-Combe — L'Arboux ⥋ La Grand-Combe — Portal                                   | La Grand-Combe — L'Arboux ⥋ La Grand-Combe — Portal                                   | La Grand-Combe — L'Arboux ⥋ La Grand-Combe — Portal                                   | La Grand-Combe — L'Arboux ⥋ La Grand-Combe — Portal                                   | La Grand-Combe — L'Arboux ⥋ La Grand-Combe — Portal                                   |
| 922   | Ouverture / Fermeture — / — | Longueur —                                                                            | Durée —                                                                               | Nb. d’arrêts —                                                                        | Matériel —                                                                            | Jours de fonctionnement Me, S                                                         | Jour / Soir / Nuit / Fêtes O / — / N / N                                              | Voy. / an —                                                                           | Exploitant —                                                                          |
| 922   | Desserte : La Grand-Combe - Principaux arrêts desservis : L'Arboux • Portal |                                                                                       |                                                                                       |                                                                                       |                                                                                       |                                                                                       |                                                                                       |                                                                                       |                                                                                       |
| 922   | Autre : Zones traversées : 2 |                                                                                       |                                                                                       |                                                                                       |                                                                                       |                                                                                       |                                                                                       |                                                                                       |                                                                                       |
| 922   | Dernière actualisation : — |                                                                                       |                                                                                       |                                                                                       |                                                                                       |                                                                                       |                                                                                       |                                                                                       |                                                                                       |
| 923   | Les Salles-du-Gardon — La Favède ⥋ La Grand-Combe — Portal | Les Salles-du-Gardon — La Favède ⥋ La Grand-Combe — Portal                            | Les Salles-du-Gardon — La Favède ⥋ La Grand-Combe — Portal                            | Les Salles-du-Gardon — La Favède ⥋ La Grand-Combe — Portal                            | Les Salles-du-Gardon — La Favède ⥋ La Grand-Combe — Portal                            | Les Salles-du-Gardon — La Favède ⥋ La Grand-Combe — Portal                            | Les Salles-du-Gardon — La Favède ⥋ La Grand-Combe — Portal                            | Les Salles-du-Gardon — La Favède ⥋ La Grand-Combe — Portal                            | Les Salles-du-Gardon — La Favède ⥋ La Grand-Combe — Portal                            |
| 923   | Ouverture / Fermeture — / — | Longueur —                                                                            | Durée —                                                                               | Nb. d’arrêts —                                                                        | Matériel —                                                                            | Jours de fonctionnement Me, S                                                         | Jour / Soir / Nuit / Fêtes O / — / N / N                                              | Voy. / an —                                                                           | Exploitant —                                                                          |
| 923   | Desserte : La Grand-Combe et Les Salles-du-Gardon - Principaux arrêts desservis : La Favède • Portal                                                                                                  |                                                                                       |                                                                                       |                                                                                       |                                                                                       |                                                                                       |                                                                                       |                                                                                       |                                                                                       |
| 923   | Autre : Zones traversées : 2 |                                                                                       |                                                                                       |                                                                                       |                                                                                       |                                                                                       |                                                                                       |                                                                                       |                                                                                       |
| 923   | Dernière actualisation : — |                                                                                       |                                                                                       |                                                                                       |                                                                                       |                                                                                       |                                                                                       |                                                                                       |                                                                                       |
| 931   | La Grand-Combe — La Levade - Gare ⥋ La Grand-Combe — Portal via Branoux et Les Salles | La Grand-Combe — La Levade - Gare ⥋ La Grand-Combe — Portal via Branoux et Les Salles | La Grand-Combe — La Levade - Gare ⥋ La Grand-Combe — Portal via Branoux et Les Salles | La Grand-Combe — La Levade - Gare ⥋ La Grand-Combe — Portal via Branoux et Les Salles | La Grand-Combe — La Levade - Gare ⥋ La Grand-Combe — Portal via Branoux et Les Salles | La Grand-Combe — La Levade - Gare ⥋ La Grand-Combe — Portal via Branoux et Les Salles | La Grand-Combe — La Levade - Gare ⥋ La Grand-Combe — Portal via Branoux et Les Salles | La Grand-Combe — La Levade - Gare ⥋ La Grand-Combe — Portal via Branoux et Les Salles | La Grand-Combe — La Levade - Gare ⥋ La Grand-Combe — Portal via Branoux et Les Salles |
| 931   | Ouverture / Fermeture — / — | Longueur —                                                                            | Durée —                                                                               | Nb. d’arrêts —                                                                        | Matériel —                                                                            | Jours de fonctionnement Me, S                                                         | Jour / Soir / Nuit / Fêtes O / — / N / N                                              | Voy. / an —                                                                           | Exploitant —                                                                          |
| 931   | Desserte : La Grand-Combe, Branoux-les-Taillades et Les Salles-du-Gardon - Principaux arrêts desservis : La Levade - Gare • Portal                                                                    |                                                                                       |                                                                                       |                                                                                       |                                                                                       |                                                                                       |                                                                                       |                                                                                       |                                                                                       |
| 931   | Autre : Zones traversées : 2 |                                                                                       |                                                                                       |                                                                                       |                                                                                       |                                                                                       |                                                                                       |                                                                                       |                                                                                       |
| 931   | Dernière actualisation : — |                                                                                       |                                                                                       |                                                                                       |                                                                                       |                                                                                       |                                                                                       |                                                                                       |                                                                                       |

### Transport à la demande
Ce sont 16 lignes à la demande qui desservent des quartiers d'Alès ou des communes où les usagers sont peu nombreux à utiliser les transports en commun. Les horaires fonctionnent sur réservation préalable la veille auprès de l’agence Ales'y ou directement en ligne.
| Ligne | Caractéristiques | Caractéristiques                                                   | Caractéristiques                                                   | Caractéristiques                                                   | Caractéristiques                                                   | Caractéristiques                                                   | Caractéristiques                                                   | Caractéristiques                                                   | Caractéristiques                                                   |
| 5D    | Alès — Forges ⥋ Alès — Hôpital | Alès — Forges ⥋ Alès — Hôpital                                     | Alès — Forges ⥋ Alès — Hôpital                                     | Alès — Forges ⥋ Alès — Hôpital                                     | Alès — Forges ⥋ Alès — Hôpital                                     | Alès — Forges ⥋ Alès — Hôpital                                     | Alès — Forges ⥋ Alès — Hôpital                                     | Alès — Forges ⥋ Alès — Hôpital                                     | Alès — Forges ⥋ Alès — Hôpital                                     |
| ----- | --- | ------------------------------------------------------------------ | ------------------------------------------------------------------ | ------------------------------------------------------------------ | ------------------------------------------------------------------ | ------------------------------------------------------------------ | ------------------------------------------------------------------ | ------------------------------------------------------------------ | ------------------------------------------------------------------ |
| 5D    | Ouverture / Fermeture — / — | Longueur —                                                         | Durée 37 à 40 min                                                  | Nb. d’arrêts 32                                                    | Matériel Taxi                                                      | Jours de fonctionnement D                                          | Jour / Soir / Nuit / Fêtes O / — / N / O                           | Voy. / an —                                                        | Exploitant —                                                       |
| 5D    | Desserte : Alès - Principaux arrêts desservis : Forges • Brabo • Sous-préfecture • Gare routière • Hôtel de ville • Abbaye • Gabriel Péri • Carnot • École des mines • Clavières • Allemandes • Hôpital |                                                                    |                                                                    |                                                                    |                                                                    |                                                                    |                                                                    |                                                                    |                                                                    |
| 5D    | Autre : - Ne circule pas le 1er mai. - Zones traversées : 1 |                                                                    |                                                                    |                                                                    |                                                                    |                                                                    |                                                                    |                                                                    |                                                                    |
| 5D    | Dernière actualisation : — |                                                                    |                                                                    |                                                                    |                                                                    |                                                                    |                                                                    |                                                                    |                                                                    |
| 7D    | Alès — Gare routière ⥋ Alès — Avène | Alès — Gare routière ⥋ Alès — Avène                                | Alès — Gare routière ⥋ Alès — Avène                                | Alès — Gare routière ⥋ Alès — Avène                                | Alès — Gare routière ⥋ Alès — Avène                                | Alès — Gare routière ⥋ Alès — Avène                                | Alès — Gare routière ⥋ Alès — Avène                                | Alès — Gare routière ⥋ Alès — Avène                                | Alès — Gare routière ⥋ Alès — Avène                                |
| 7D    | Ouverture / Fermeture — / — | Longueur —                                                         | Durée 15 min                                                       | Nb. d’arrêts 12                                                    | Matériel Taxi                                                      | Jours de fonctionnement L, Ma, Me, J, V, S                         | Jour / Soir / Nuit / Fêtes O / — / N / N                           | Voy. / an —                                                        | Exploitant —                                                       |
| 7D    | Desserte : Alès - Principaux arrêts desservis : Gare routière • Barbusse • Stalingrad • Conilhères • Avène |                                                                    |                                                                    |                                                                    |                                                                    |                                                                    |                                                                    |                                                                    |                                                                    |
| 7D    | Autre : Zones traversées : 1 |                                                                    |                                                                    |                                                                    |                                                                    |                                                                    |                                                                    |                                                                    |                                                                    |
| 7D    | Dernière actualisation : — |                                                                    |                                                                    |                                                                    |                                                                    |                                                                    |                                                                    |                                                                    |                                                                    |
| 8D    | Alès — Gare routière ⥋ Alès — Laurian | Alès — Gare routière ⥋ Alès — Laurian                              | Alès — Gare routière ⥋ Alès — Laurian                              | Alès — Gare routière ⥋ Alès — Laurian                              | Alès — Gare routière ⥋ Alès — Laurian                              | Alès — Gare routière ⥋ Alès — Laurian                              | Alès — Gare routière ⥋ Alès — Laurian                              | Alès — Gare routière ⥋ Alès — Laurian                              | Alès — Gare routière ⥋ Alès — Laurian                              |
| 8D    | Ouverture / Fermeture — / — | Longueur —                                                         | Durée 17 min                                                       | Nb. d’arrêts 14                                                    | Matériel Taxi                                                      | Jours de fonctionnement L, Ma, Me, J, V, S                         | Jour / Soir / Nuit / Fêtes O / — / N / N                           | Voy. / an —                                                        | Exploitant —                                                       |
| 8D    | Desserte : Alès - Principaux arrêts desservis : Gare routière • Boissier Sauvages • ND des Mines • Maison de retraite Brésis • Laurian |                                                                    |                                                                    |                                                                    |                                                                    |                                                                    |                                                                    |                                                                    |                                                                    |
| 8D    | Autre : Zones traversées : 1 |                                                                    |                                                                    |                                                                    |                                                                    |                                                                    |                                                                    |                                                                    |                                                                    |
| 8D    | Dernière actualisation : — |                                                                    |                                                                    |                                                                    |                                                                    |                                                                    |                                                                    |                                                                    |                                                                    |
| 10D   | Alès — Gare SNCF ⥋ Saint-Martin-de-Valgalgues — Guibert | Alès — Gare SNCF ⥋ Saint-Martin-de-Valgalgues — Guibert            | Alès — Gare SNCF ⥋ Saint-Martin-de-Valgalgues — Guibert            | Alès — Gare SNCF ⥋ Saint-Martin-de-Valgalgues — Guibert            | Alès — Gare SNCF ⥋ Saint-Martin-de-Valgalgues — Guibert            | Alès — Gare SNCF ⥋ Saint-Martin-de-Valgalgues — Guibert            | Alès — Gare SNCF ⥋ Saint-Martin-de-Valgalgues — Guibert            | Alès — Gare SNCF ⥋ Saint-Martin-de-Valgalgues — Guibert            | Alès — Gare SNCF ⥋ Saint-Martin-de-Valgalgues — Guibert            |
| 10D   | Ouverture / Fermeture — / — | Longueur —                                                         | Durée 10 min                                                       | Nb. d’arrêts 6                                                     | Matériel Taxi                                                      | Jours de fonctionnement L, Ma, Me, J, V, S                         | Jour / Soir / Nuit / Fêtes O / — / N / N                           | Voy. / an —                                                        | Exploitant —                                                       |
| 10D   | Desserte : Alès et Saint-Martin-de-Valgalgues - Principaux arrêts desservis : Gare SNCF • Gare routière • Sous-préfecture • Guibert |                                                                    |                                                                    |                                                                    |                                                                    |                                                                    |                                                                    |                                                                    |                                                                    |
| 10D   | Autre : Zones traversées : 1 |                                                                    |                                                                    |                                                                    |                                                                    |                                                                    |                                                                    |                                                                    |                                                                    |
| 10D   | Dernière actualisation : — |                                                                    |                                                                    |                                                                    |                                                                    |                                                                    |                                                                    |                                                                    |                                                                    |
| 15D   | Alès — Gare routière ⥋ Saint-Martin-de-Valgalgues — Lavabreille | Alès — Gare routière ⥋ Saint-Martin-de-Valgalgues — Lavabreille    | Alès — Gare routière ⥋ Saint-Martin-de-Valgalgues — Lavabreille    | Alès — Gare routière ⥋ Saint-Martin-de-Valgalgues — Lavabreille    | Alès — Gare routière ⥋ Saint-Martin-de-Valgalgues — Lavabreille    | Alès — Gare routière ⥋ Saint-Martin-de-Valgalgues — Lavabreille    | Alès — Gare routière ⥋ Saint-Martin-de-Valgalgues — Lavabreille    | Alès — Gare routière ⥋ Saint-Martin-de-Valgalgues — Lavabreille    | Alès — Gare routière ⥋ Saint-Martin-de-Valgalgues — Lavabreille    |
| 15D   | Ouverture / Fermeture — / — | Longueur —                                                         | Durée 15 min                                                       | Nb. d’arrêts 3                                                     | Matériel Taxi                                                      | Jours de fonctionnement L, Ma, Me, J, V, S                         | Jour / Soir / Nuit / Fêtes O / — / N / N                           | Voy. / an —                                                        | Exploitant —                                                       |
| 15D   | Desserte : Alès et Saint-Martin-de-Valgalgues - Principaux arrêts desservis : Gare routière • Le Soulier • Lavabreille |                                                                    |                                                                    |                                                                    |                                                                    |                                                                    |                                                                    |                                                                    |                                                                    |
| 15D   | Autre : Zones traversées : 1 |                                                                    |                                                                    |                                                                    |                                                                    |                                                                    |                                                                    |                                                                    |                                                                    |
| 15D   | Dernière actualisation : — |                                                                    |                                                                    |                                                                    |                                                                    |                                                                    |                                                                    |                                                                    |                                                                    |
| 20D   | Alès — Gare routière ⥋ Alès — Roussel | Alès — Gare routière ⥋ Alès — Roussel                              | Alès — Gare routière ⥋ Alès — Roussel                              | Alès — Gare routière ⥋ Alès — Roussel                              | Alès — Gare routière ⥋ Alès — Roussel                              | Alès — Gare routière ⥋ Alès — Roussel                              | Alès — Gare routière ⥋ Alès — Roussel                              | Alès — Gare routière ⥋ Alès — Roussel                              | Alès — Gare routière ⥋ Alès — Roussel                              |
| 20D   | Ouverture / Fermeture — / — | Longueur —                                                         | Durée 8 min                                                        | Nb. d’arrêts 9                                                     | Matériel Taxi                                                      | Jours de fonctionnement D                                          | Jour / Soir / Nuit / Fêtes O / — / N / N                           | Voy. / an —                                                        | Exploitant —                                                       |
| 20D   | Desserte : Alès - Principaux arrêts desservis : Gare routière • Vincent d'Indy • Roussel |                                                                    |                                                                    |                                                                    |                                                                    |                                                                    |                                                                    |                                                                    |                                                                    |
| 20D   | Autre : Zones traversées : 1 |                                                                    |                                                                    |                                                                    |                                                                    |                                                                    |                                                                    |                                                                    |                                                                    |
| 20D   | Dernière actualisation : — |                                                                    |                                                                    |                                                                    |                                                                    |                                                                    |                                                                    |                                                                    |                                                                    |
| 40D   | Alès — Gare routière ⥋ Mons — Les Claux | Alès — Gare routière ⥋ Mons — Les Claux                            | Alès — Gare routière ⥋ Mons — Les Claux                            | Alès — Gare routière ⥋ Mons — Les Claux                            | Alès — Gare routière ⥋ Mons — Les Claux                            | Alès — Gare routière ⥋ Mons — Les Claux                            | Alès — Gare routière ⥋ Mons — Les Claux                            | Alès — Gare routière ⥋ Mons — Les Claux                            | Alès — Gare routière ⥋ Mons — Les Claux                            |
| 40D   | Ouverture / Fermeture — / — | Longueur —                                                         | Durée 23 à 25 min                                                  | Nb. d’arrêts 18                                                    | Matériel Taxi                                                      | Jours de fonctionnement L, Ma, Me, J, V, S                         | Jour / Soir / Nuit / Fêtes O / — / N / N                           | Voy. / an —                                                        | Exploitant —                                                       |
| 40D   | Desserte : Alès, Saint-Privat-des-Vieux et Mons - Principaux arrêts desservis : Gare routière • Les Claux |                                                                    |                                                                    |                                                                    |                                                                    |                                                                    |                                                                    |                                                                    |                                                                    |
| 40D   | Autre : Zones traversées : 1 |                                                                    |                                                                    |                                                                    |                                                                    |                                                                    |                                                                    |                                                                    |                                                                    |
| 40D   | Dernière actualisation : — |                                                                    |                                                                    |                                                                    |                                                                    |                                                                    |                                                                    |                                                                    |                                                                    |
| 50D   | Saint-Hilaire-de-Brethmas — Mardilhon ⥋ Alès — Gare SNCF | Saint-Hilaire-de-Brethmas — Mardilhon ⥋ Alès — Gare SNCF           | Saint-Hilaire-de-Brethmas — Mardilhon ⥋ Alès — Gare SNCF           | Saint-Hilaire-de-Brethmas — Mardilhon ⥋ Alès — Gare SNCF           | Saint-Hilaire-de-Brethmas — Mardilhon ⥋ Alès — Gare SNCF           | Saint-Hilaire-de-Brethmas — Mardilhon ⥋ Alès — Gare SNCF           | Saint-Hilaire-de-Brethmas — Mardilhon ⥋ Alès — Gare SNCF           | Saint-Hilaire-de-Brethmas — Mardilhon ⥋ Alès — Gare SNCF           | Saint-Hilaire-de-Brethmas — Mardilhon ⥋ Alès — Gare SNCF           |
| 50D   | Ouverture / Fermeture — / — | Longueur —                                                         | Durée 20 min                                                       | Nb. d’arrêts 16                                                    | Matériel Taxi                                                      | Jours de fonctionnement L, Ma, Me, J, V, S                         | Jour / Soir / Nuit / Fêtes O / — / N / N                           | Voy. / an —                                                        | Exploitant —                                                       |
| 50D   | Desserte : Saint-Hilaire-de-Brethmas et Alès - Principaux arrêts desservis : Mardilhon • Saint-Hilaire Village • Sous-préfecture • Gare routière • Gare SNCF |                                                                    |                                                                    |                                                                    |                                                                    |                                                                    |                                                                    |                                                                    |                                                                    |
| 50D   | Autre : Zones traversées : 1 |                                                                    |                                                                    |                                                                    |                                                                    |                                                                    |                                                                    |                                                                    |                                                                    |
| 50D   | Dernière actualisation : — |                                                                    |                                                                    |                                                                    |                                                                    |                                                                    |                                                                    |                                                                    |                                                                    |
| 55D   | Alès — Gare routière ⥋ Saint-Hilaire-de-Brethmas — La Lègue | Alès — Gare routière ⥋ Saint-Hilaire-de-Brethmas — La Lègue        | Alès — Gare routière ⥋ Saint-Hilaire-de-Brethmas — La Lègue        | Alès — Gare routière ⥋ Saint-Hilaire-de-Brethmas — La Lègue        | Alès — Gare routière ⥋ Saint-Hilaire-de-Brethmas — La Lègue        | Alès — Gare routière ⥋ Saint-Hilaire-de-Brethmas — La Lègue        | Alès — Gare routière ⥋ Saint-Hilaire-de-Brethmas — La Lègue        | Alès — Gare routière ⥋ Saint-Hilaire-de-Brethmas — La Lègue        | Alès — Gare routière ⥋ Saint-Hilaire-de-Brethmas — La Lègue        |
| 55D   | Ouverture / Fermeture — / — | Longueur —                                                         | Durée 15 min                                                       | Nb. d’arrêts 3                                                     | Matériel Taxi                                                      | Jours de fonctionnement L, Ma, Me, J, V, S                         | Jour / Soir / Nuit / Fêtes O / — / N / N                           | Voy. / an —                                                        | Exploitant —                                                       |
| 55D   | Desserte : Alès et Saint-Hilaire-de-Brethmas - Principaux arrêts desservis : Gare routière • Sous-préfecture • La Lègue |                                                                    |                                                                    |                                                                    |                                                                    |                                                                    |                                                                    |                                                                    |                                                                    |
| 55D   | Autre : Zones traversées : 1 |                                                                    |                                                                    |                                                                    |                                                                    |                                                                    |                                                                    |                                                                    |                                                                    |
| 55D   | Dernière actualisation : — |                                                                    |                                                                    |                                                                    |                                                                    |                                                                    |                                                                    |                                                                    |                                                                    |
| 70D   | Alès — Gare routière ⥋ Bagard | Alès — Gare routière ⥋ Bagard                                      | Alès — Gare routière ⥋ Bagard                                      | Alès — Gare routière ⥋ Bagard                                      | Alès — Gare routière ⥋ Bagard                                      | Alès — Gare routière ⥋ Bagard                                      | Alès — Gare routière ⥋ Bagard                                      | Alès — Gare routière ⥋ Bagard                                      | Alès — Gare routière ⥋ Bagard                                      |
| 70D   | Ouverture / Fermeture — / — | Longueur —                                                         | Durée 25 min                                                       | Nb. d’arrêts 8                                                     | Matériel Taxi                                                      | Jours de fonctionnement L, Ma, Me, J, V, S                         | Jour / Soir / Nuit / Fêtes O / — / N / N                           | Voy. / an —                                                        | Exploitant —                                                       |
| 70D   | Desserte : Alès, Saint-Christol-lès-Alès et Bagard - Principaux arrêts desservis : Gare routière • Boissier Sauvages • Pyramide • Bagard |                                                                    |                                                                    |                                                                    |                                                                    |                                                                    |                                                                    |                                                                    |                                                                    |
| 70D   | Autre : Zones traversées : 1 |                                                                    |                                                                    |                                                                    |                                                                    |                                                                    |                                                                    |                                                                    |                                                                    |
| 70D   | Dernière actualisation : — |                                                                    |                                                                    |                                                                    |                                                                    |                                                                    |                                                                    |                                                                    |                                                                    |
| 80D   | Alès — Gare routière ⥋ Saint-Jean-du-Pin — Camaras | Alès — Gare routière ⥋ Saint-Jean-du-Pin — Camaras                 | Alès — Gare routière ⥋ Saint-Jean-du-Pin — Camaras                 | Alès — Gare routière ⥋ Saint-Jean-du-Pin — Camaras                 | Alès — Gare routière ⥋ Saint-Jean-du-Pin — Camaras                 | Alès — Gare routière ⥋ Saint-Jean-du-Pin — Camaras                 | Alès — Gare routière ⥋ Saint-Jean-du-Pin — Camaras                 | Alès — Gare routière ⥋ Saint-Jean-du-Pin — Camaras                 | Alès — Gare routière ⥋ Saint-Jean-du-Pin — Camaras                 |
| 80D   | Ouverture / Fermeture — / — | Longueur —                                                         | Durée 26 à 27 min                                                  | Nb. d’arrêts 15                                                    | Matériel Taxi                                                      | Jours de fonctionnement L, Ma, Me, J, V, S                         | Jour / Soir / Nuit / Fêtes O / — / N / N                           | Voy. / an —                                                        | Exploitant —                                                       |
| 80D   | Desserte : Alès et Saint-Jean-du-Pin - Principaux arrêts desservis : Gare routière • Boissier Sauvages • Font Bastide • Camaras |                                                                    |                                                                    |                                                                    |                                                                    |                                                                    |                                                                    |                                                                    |                                                                    |
| 80D   | Autre : Zones traversées : 1 |                                                                    |                                                                    |                                                                    |                                                                    |                                                                    |                                                                    |                                                                    |                                                                    |
| 80D   | Dernière actualisation : — |                                                                    |                                                                    |                                                                    |                                                                    |                                                                    |                                                                    |                                                                    |                                                                    |
| 90D   | Alès — Gare routière ⥋ Saint-Paul-la-Coste — Brugairolles | Alès — Gare routière ⥋ Saint-Paul-la-Coste — Brugairolles          | Alès — Gare routière ⥋ Saint-Paul-la-Coste — Brugairolles          | Alès — Gare routière ⥋ Saint-Paul-la-Coste — Brugairolles          | Alès — Gare routière ⥋ Saint-Paul-la-Coste — Brugairolles          | Alès — Gare routière ⥋ Saint-Paul-la-Coste — Brugairolles          | Alès — Gare routière ⥋ Saint-Paul-la-Coste — Brugairolles          | Alès — Gare routière ⥋ Saint-Paul-la-Coste — Brugairolles          | Alès — Gare routière ⥋ Saint-Paul-la-Coste — Brugairolles          |
| 90D   | Ouverture / Fermeture — / — | Longueur —                                                         | Durée 64 à 65 min                                                  | Nb. d’arrêts 14                                                    | Matériel Taxi                                                      | Jours de fonctionnement L, Ma, Me, J, V, S                         | Jour / Soir / Nuit / Fêtes O / — / N / N                           | Voy. / an —                                                        | Exploitant —                                                       |
| 90D   | Desserte : Alès, Cendras et Saint-Paul-la-Coste - Principaux arrêts desservis : Gare routière • La Royale • Brugairolles |                                                                    |                                                                    |                                                                    |                                                                    |                                                                    |                                                                    |                                                                    |                                                                    |
| 90D   | Autre : Zones traversées : 1 et 2 |                                                                    |                                                                    |                                                                    |                                                                    |                                                                    |                                                                    |                                                                    |                                                                    |
| 90D   | Dernière actualisation : — |                                                                    |                                                                    |                                                                    |                                                                    |                                                                    |                                                                    |                                                                    |                                                                    |
| 410D  | Alès — Gare routière ⥋ Euzet — Cave coopérative / Place | Alès — Gare routière ⥋ Euzet — Cave coopérative / Place            | Alès — Gare routière ⥋ Euzet — Cave coopérative / Place            | Alès — Gare routière ⥋ Euzet — Cave coopérative / Place            | Alès — Gare routière ⥋ Euzet — Cave coopérative / Place            | Alès — Gare routière ⥋ Euzet — Cave coopérative / Place            | Alès — Gare routière ⥋ Euzet — Cave coopérative / Place            | Alès — Gare routière ⥋ Euzet — Cave coopérative / Place            | Alès — Gare routière ⥋ Euzet — Cave coopérative / Place            |
| 410D  | Ouverture / Fermeture — / — | Longueur —                                                         | Durée 65 à 70 min                                                  | Nb. d’arrêts 31 à 33                                               | Matériel Taxi                                                      | Jours de fonctionnement S                                          | Jour / Soir / Nuit / Fêtes O / — / N / N                           | Voy. / an —                                                        | Exploitant —                                                       |
| 410D  | Desserte : Alès, Saint-Hilaire-de-Brethmas, Méjannes-lès-Alès, Monteils, Saint-Hippolyte-de-Caton, Saint-Étienne-de-l'Olm, Martignargues, Saint-Césaire-de-Gauzignan, Saint-Maurice-de-Cazevieille, Saint-Jean-de-Ceyrargues et Euzet - Principaux arrêts desservis : Gare routière • La Jasse Bernard • Carrefour • Voutins • Place (Euzet) |                                                                    |                                                                    |                                                                    |                                                                    |                                                                    |                                                                    |                                                                    |                                                                    |
| 410D  | Autre : - Ne circule qu'en période scolaire. - Zones traversées : 1 et 2 |                                                                    |                                                                    |                                                                    |                                                                    |                                                                    |                                                                    |                                                                    |                                                                    |
| 410D  | Dernière actualisation : — |                                                                    |                                                                    |                                                                    |                                                                    |                                                                    |                                                                    |                                                                    |                                                                    |
| 610D  | Alès — Gare routière ⥋ Lézan — Gare | Alès — Gare routière ⥋ Lézan — Gare                                | Alès — Gare routière ⥋ Lézan — Gare                                | Alès — Gare routière ⥋ Lézan — Gare                                | Alès — Gare routière ⥋ Lézan — Gare                                | Alès — Gare routière ⥋ Lézan — Gare                                | Alès — Gare routière ⥋ Lézan — Gare                                | Alès — Gare routière ⥋ Lézan — Gare                                | Alès — Gare routière ⥋ Lézan — Gare                                |
| 610D  | Ouverture / Fermeture — / — | Longueur —                                                         | Durée 50 à 60 min                                                  | Nb. d’arrêts 22                                                    | Matériel Taxi                                                      | Jours de fonctionnement S                                          | Jour / Soir / Nuit / Fêtes O / — / N / N                           | Voy. / an —                                                        | Exploitant —                                                       |
| 610D  | Desserte : Alès, Saint-Christol-lès-Alès, Bagard, Ribaute-les-Tavernes, Massanes, Cardet, Lédignan et Lézan - Principaux arrêts desservis : Gare routière • Pyramide • Gare (Lézan) |                                                                    |                                                                    |                                                                    |                                                                    |                                                                    |                                                                    |                                                                    |                                                                    |
| 610D  | Autre : - Ne circule qu'en période scolaire. - Zones traversées : 1 et 2 |                                                                    |                                                                    |                                                                    |                                                                    |                                                                    |                                                                    |                                                                    |                                                                    |
| 610D  | Dernière actualisation : — |                                                                    |                                                                    |                                                                    |                                                                    |                                                                    |                                                                    |                                                                    |                                                                    |
| 710D  | Lasalle — Francisque ⥋ Anduze — Pélico | Lasalle — Francisque ⥋ Anduze — Pélico                             | Lasalle — Francisque ⥋ Anduze — Pélico                             | Lasalle — Francisque ⥋ Anduze — Pélico                             | Lasalle — Francisque ⥋ Anduze — Pélico                             | Lasalle — Francisque ⥋ Anduze — Pélico                             | Lasalle — Francisque ⥋ Anduze — Pélico                             | Lasalle — Francisque ⥋ Anduze — Pélico                             | Lasalle — Francisque ⥋ Anduze — Pélico                             |
| 710D  | Ouverture / Fermeture — / — | Longueur —                                                         | Durée 8 à 22 min                                                   | Nb. d’arrêts 6 à 11                                                | Matériel Taxi                                                      | Jours de fonctionnement L, Ma, Me, J, V, S                         | Jour / Soir / Nuit / Fêtes O / — / N / N                           | Voy. / an —                                                        | Exploitant —                                                       |
| 710D  | Desserte : Lasalle, Thoiras-Corbès et Anduze - Principaux arrêts desservis : Francisque • Gare (Thoiras) • Pélico |                                                                    |                                                                    |                                                                    |                                                                    |                                                                    |                                                                    |                                                                    |                                                                    |
| 710D  | Autre : - Pour Alès, prendre la ligne 72 et correspondance à l'arrêt Thoiras — Gare. - Circule du lundi au samedi uniquement en période de vacances scolaires et l'été, de Lasalle — Francisque à Thoiras — Gare et dans le sens retour. - Circule le mardi, mercredi et jeudi uniquement en période scolaire, de Lasalle — Francisque à Anduze — Pélico. - Circule uniquement le samedi en période scolaire, de Lasalle — Francisque à Thoiras — Gare et dans le sens retour. - Circule uniquement le mercredi en période scolaire, de Thoiras — Gare à Lasalle — Francisque. - Zones traversées : 1 et 2 |                                                                    |                                                                    |                                                                    |                                                                    |                                                                    |                                                                    |                                                                    |                                                                    |
| 710D  | Dernière actualisation : — |                                                                    |                                                                    |                                                                    |                                                                    |                                                                    |                                                                    |                                                                    |                                                                    |
| 712D  | Saint-Jean-du-Gard — Saillens Haut ⥋ Saint-Jean-du-Gard — La Poste | Saint-Jean-du-Gard — Saillens Haut ⥋ Saint-Jean-du-Gard — La Poste | Saint-Jean-du-Gard — Saillens Haut ⥋ Saint-Jean-du-Gard — La Poste | Saint-Jean-du-Gard — Saillens Haut ⥋ Saint-Jean-du-Gard — La Poste | Saint-Jean-du-Gard — Saillens Haut ⥋ Saint-Jean-du-Gard — La Poste | Saint-Jean-du-Gard — Saillens Haut ⥋ Saint-Jean-du-Gard — La Poste | Saint-Jean-du-Gard — Saillens Haut ⥋ Saint-Jean-du-Gard — La Poste | Saint-Jean-du-Gard — Saillens Haut ⥋ Saint-Jean-du-Gard — La Poste | Saint-Jean-du-Gard — Saillens Haut ⥋ Saint-Jean-du-Gard — La Poste |
| 712D  | Ouverture / Fermeture — / — | Longueur —                                                         | Durée 26 min                                                       | Nb. d’arrêts 12                                                    | Matériel Taxi                                                      | Jours de fonctionnement Ma, S                                      | Jour / Soir / Nuit / Fêtes O / — / N / N                           | Voy. / an —                                                        | Exploitant —                                                       |
| 712D  | Desserte : Saint-Jean-du-Gard et Sainte-Croix-de-Caderle - Principaux arrêts desservis : Saillens Haut • La Poste (Saint-Jean-du-Gard) |                                                                    |                                                                    |                                                                    |                                                                    |                                                                    |                                                                    |                                                                    |                                                                    |
| 712D  | Autre : - Pour Alès, correspondance avec la ligne 81 à l'arrêt La Poste (Saint-Jean-du-Gard). - Zones traversées : 2 |                                                                    |                                                                    |                                                                    |                                                                    |                                                                    |                                                                    |                                                                    |                                                                    |
| 712D  | Dernière actualisation : — |                                                                    |                                                                    |                                                                    |                                                                    |                                                                    |                                                                    |                                                                    |                                                                    |

### Lignes scolaires
60 lignes scolaires au total dont 2 gérées par des Syndicats Intercommunaux de Regroupement Pédagogique et de Ramassage Scolaire (SIRP). Quatre services scolaires du réseau régional liO (803, 815, 817 et 833) assurent la desserte de certaines communes.
| Ligne | Parcours | Période         | Établissements                                               | Zones          | Exploitant |
| ----- | --- | --------------- | ------------------------------------------------------------ | -------------- | ---------- |
| 6S    | Myriapôle ↔ Brabo | L, Ma, Me, J, V | Collèges Racine et Daudet, Lycée J.B. Dumas à Alès           | 1              | N.C.       |
| 12S   | Mairie de Saint-Martin ↔ École | L, Ma, J, V     | École de Saint-Martin-de-Valgalgues                          | 1              | N.C.       |
| 42S   | Méjannes / Mons ↔ Collège de Salindres | L, Ma, Me, J, V | Collège de Salindres                                         | 1              | N.C.       |
| 43S   | Gare routière ↔ CFA de Méjannes | L, Ma, Me, J, V | CFA de Méjannes-lès-Alès                                     | 1              | N.C.       |
| 65S   | Alès — Place des Forges / Rd-Pt de Grabieux ↔ Saint-Christol-lès-Alès — Lycée Prévert                                                                                      | L, Ma, Me, J, V | Lycée Prévert à Saint-Christol-lès-Alès                      | 1              | N.C.       |
| 66S   | Alès — La Royale ↔ Saint-Christol-lès-Alès — Lycée Prévert | L, Ma, Me, J, V | Lycée Prévert à Saint-Christol-lès-Alès                      | 1              | N.C.       |
| 71S   | Lacan Anduze ↔ Collège d'Anduze | L, Ma, Me, J, V | Collège d'Anduze                                             | 1              | N.C.       |
| 73S   | Boisset / Bagard / Massillargues / La Draille / St-Christol / Anduze ↔ Collège d'Anduze                                                                                    | L, Ma, Me, J, V | Collège d'Anduze                                             | 1 et 2         | N.C.       |
| 74S   | Générargues / Blateiras ↔ Collège d'Anduze | L, Ma, Me, J, V | Collège d'Anduze                                             | 1 et 2         | N.C.       |
| 75S   | Thoiras / Corbès ↔ École de Thoiras | L, Ma, J, V     | École de Thoiras                                             | 2              | N.C.       |
| 76S   | Thoiras — La Pommeraie ↔ Saint-Jean-du-Gard — Collège M. Lapierre | L, Ma, Me, J, V | Collège de Saint-Jean-du-Gard                                | 2              | N.C.       |
| 77S   | Thoiras ↔ École de Thoiras | L, Ma, J, V     | École de Thoiras                                             | 2              | N.C.       |
| 78S   | Thoiras / Corbès ↔ Saint-Jean-du-Gard — Collège M. Lapierre | L, Ma, Me, J, V | Collège de Saint-Jean-du-Gard                                | 2              | N.C.       |
| 81S   | Anduze / Générargues ↔ Mialet Mialet — La Vigère ↔ Saint-Jean-du-Gard — Collège M. Lapierre                                                                                | L, Ma, J, V Me  | Collège de Saint-Jean-du-Gard                                | 1 et 2         | N.C.       |
| 82S   | (Circulaire) Saint-Jean-du-Pin — École | L, Ma, J, V     | École de Saint-Jean-du-Pin                                   | 1              | N.C.       |
| 83S   | Mialet ↔ Générargues ↔ Saint-Sébastien (SIRP) | L, Ma, J, V     | Écoles de Mialet et Saint-Sébastien-d'Aigrefeuille           | 2              | N.C.       |
| 92S   | Saint-Paul-la-Coste — École ↔ Cendras — Abbaye | L, Ma, J, V     | École de Cendras                                             | 1 et 2         | N.C.       |
| 93S   | Lamelouze / Soustelle ↔ Cendras | L, Ma, J, V     | École de Cendras                                             | 1 et 2         | N.C.       |
| 113S  | La Vernarède ↔ Chamborigaud ↔ Chambon | L, Ma, J, V     | Écoles de Chamborigaud et La Vernarède                       | 2              | N.C.       |
| 121S  | Concoules ↔ Ponteils-et-Brésis ↔ Écoles et collège de Génolhac | L, Ma, Me, J, V | Écoles et collège de Génolhac                                | 2 et hors zone | N.C.       |
| 122S  | Bonnevaux ↔ Aujac ↔ Écoles et collège de Génolhac | L, Ma, Me, J, V | Écoles et collège de Génolhac                                | 2              | N.C.       |
| 123S  | Chambon ↔ Peyremale ↔ Sénéchas ↔ Génolhac | L, Ma, Me, J, V | Écoles et collège de Génolhac                                | 2 et hors zone | N.C.       |
| 124S  | Portes ↔ La Vernarède ↔ Chamborigaud ↔ Collège de Génolhac | L, Ma, Me, J, V | Écoles et collège de Génolhac                                | 2              | N.C.       |
| 211S  | Les Mages / Saint-Jean-de-Valériscle / Saint-Florent-sur-Auzonnet ↔ Le Martinet                                                                                            | L, Ma, Me, J, V | Collège du Martinet                                          | 2              | N.C.       |
| 213S  | Allègre-les-Fumades / Rousson ↔ Salindres | L, Ma, Me, J, V | Collège J.B. Dumas de Salindres                              | 1 et 2         | N.C.       |
| 214S  | Pont Charrière / Mas Ricaud ↔ École de Rousson | L, Ma, J, V     | École de Rousson                                             | 1              | N.C.       |
| 215S  | Les Mages / Saint-Julien-de-Cassagnas ↔ Collège de Saint-Ambroix | L, Ma, Me, J, V | Collège de Saint-Ambroix                                     | 2              | N.C.       |
| 234S  | Bessèges ↔ Robiac-Rochessadoule | L, Ma, Me, J, V | École de Robiac-Rochessadoule et Collège de Bessèges         | 2              | N.C.       |
| 243S  | Aujac ↔ Bordezac ↔ Bessèges | L, Ma, Me, J, V | Écoles d'Aujac et de Bessèges                                | 2 et hors zone | N.C.       |
| 244S  | Aujac ↔ Malbosc ↔ Bordezac ↔ Écoles et collège de Bessèges | L, Ma, Me, J, V | Écoles et collège de Bessèges                                | 2 et hors zone | N.C.       |
| 245S  | Bonnevaux ↔ École d'Aujac | L, Ma, Me, J, V | École d'Aujac                                                | 2              | N.C.       |
| 246S  | Bonnevaux ↔ Aujac — Les Champs | L, Ma, Me, J, V | Écoles ?                                                     | 2              | N.C.       |
| 311S  | Navacelles / Bouquet / Brouzet-lès-Alès / Les Plans / Servas ↔ Salindres                                                                                                   | L, Ma, Me, J, V | Collège J.B. Dumas de Bessèges                               | 1 et 2         | N.C.       |
| 312S  | Les Plans ↔ Brouzet-lès-Alès ↔ Navacelles ↔ Allègre-les-Fumades | L, Ma, J, V     | Écoles de Navacelles et Brouzet-lès-Alès                     | 2              | N.C.       |
| 313S  | Brouzet-lès-Alès ↔ Navacelles ↔ Bouquet ↔ Allègre-les-Fumades | L, Ma, J, V     | Écoles de Navacelles et Brouzet-lès-Alès                     | 2              | N.C.       |
| 411S  | Saint-Étienne-de-l'Olm ↔ Martignargues ↔ Saint-Césaire-de-Gauzignan ↔ Saint-Jean-de-Ceyrargues                                                                             | L, Ma, J, V     | Écoles ?                                                     | 2              | N.C.       |
| 412S  | (circulaire) Saint-Maurice-de-Cazevieille ↔ Castelnau-Valence ↔ Saint-Dézéry                                                                                               | L, Ma, J, V     | Écoles de Saint-Maurice-de-Cazevieille et Castelnau-Valence  | 2              | N.C.       |
| 413S  | (circulaire) Saint-Hippolyte-de-Caton ↔ Euzet ↔ Saint-Just-et-Vacquières ↔ Seynes                                                                                          | L, Ma, J, V     | Écoles ?                                                     | 2              | N.C.       |
| 511S  | Saint-Hippolyte-de-Caton / Euzet / Saint-Just-et-Vacquières / Saint-Étienne-de-l'Olm / Martignargues / Saint-Maurice-de-Cazevieille ↔ Brignon — Collège de la Gardonnenque | L, Ma, Me, J, V | Collège de la Gardonnenque à Brignon                         | 2              | N.C.       |
| 512S  | Brignon ↔ Cruviers-Lascours | L, Ma, J, V     | Écoles de Brignon et Cruviers-Lascours                       | 2              | N.C.       |
| 611S  | Massanes ↔ École de Ribaute-les-Tavernes | L, Ma, J, V     | École de Ribaute-les-Tavernes                                | 2              | N.C.       |
| 612S  | (Circulaire) Cardet via Saint-Jean-de-Serres | L, Ma, J, V     | Écoles de Cardet et Saint-Jean-de-Serres                     | 2              | N.C.       |
| 621S  | Tornac ↔ Massillargues | L, Ma, J, V     | Écoles de Tornac et Massillargues-Attuech                    | 2              | N.C.       |
| 712S  | Saint-Jean-du-Gard ↔ Sainte-Croix-de-Caderie | L, Ma, Me, J, V | École et collège de Saint-Jean-du-Gard                       | 2              | N.C.       |
| 713S  | Sainte-Croix-de-Caderle ↔ Lasalle | L, Ma, J, V     | École de Lasalle                                             | 2              | N.C.       |
| 714S  | Saint-Bonnet-de-Salendrinque / Colognac ↔ Lasalle | L, Ma, J, V     | École de Lasalle                                             | 2 et hors zone | N.C.       |
| 902S  | Lamelouze / Soustelle / Cendras / Les Salles-du-Gardon ↔ La Grand-Combe — Collège Léo Larguier                                                                             | L, Ma, Me, J, V | Collège de La Grand-Combe                                    | 1 et 2         | N.C.       |
| 911S  | La Grand-Combe (Correspondances lignes 110 et 916S) | L, Ma, Me, J, V | Collège de La Grand-Combe                                    | 2              | N.C.       |
| 912S  | (Circulaire) Les Salles-du-Gardon — École P. Langevin | L, Ma, J, V     | École des Salles-du-Gardon                                   | 2              | N.C.       |
| 913S  | Les Salles-du-Gardon ↔ La Grand-Combe — Collège Léo Larguier | L, Ma, Me, J, V | Collège de La Grand-Combe                                    | 2              | N.C.       |
| 914S  | Portes ↔ Écoles de Portes et Laval-Pradel | L, Ma, J, V     | Écoles de Portes et Laval-Pradel                             | 2              | N.C.       |
| 915S  | Laval-Pradel ↔ Écoles de Laval-Pradel (RPI) | L, Ma, J, V     | Écoles L'Affenadou, Le Pradel et Le Pontil à Laval-Pradel    | 2              | N.C.       |
| 916S  | Laval-Pradel / Portes ↔ La Grand-Combe — Collège Léo Larguier | L, Ma, Me, J, V | Collège de La Grand-Combe                                    | 2              | N.C.       |
| 918S  | Laval-Pradel (Correspondances lignes 110 et 916S) | L, Ma, Me, J, V | Collège Léo Larguier et Lycée Pasteur de La Grand-Combe      | 2              | N.C.       |
| 924S  | La Grand-Combe ↔ Écoles de La Grand-Combe | L, Ma, J, V     | Écoles de La Grand-Combe                                     | 2              | N.C.       |
| 930S  | Les Salles-du-Gardon ↔ La Grand-Combe — Collège Léo Larguier | L, Ma, Me, J, V | Collège de La Grand-Combe                                    | 2              | N.C.       |
| 933S  | Sainte-Cécile-d'Andorge / Branoux ↔ La Grand-Combe — Collège Léo Larguier                                                                                                  | L, Ma, Me, J, V | Collège de La Grand-Combe                                    | 2              | N.C.       |
| 934S  | Branoux-les-Taillades ↔ Écoles des Tailles | L, Ma, J, V     | École de Branoux-les-Taillades                               | 2              | N.C.       |
| 935S  | Sainte-Cécile-d'Andorge ↔ École de Sainte-Cécile-d'Andorge | L, Ma, J, V     | École de Sainte-Cécile-d'Andorge                             | 2              | N.C.       |
| JP    | Alès ↔ Saint-Christol-lès-Alès — Lycée Prévert | L, Ma, Me, J, V | Lycée J.B. Dumas à Alès et Prévert à Saint-Christol-lès-Alès | 1              | N.C.       |

## Autres modes de transport

### Ales'y en vélo
Le vendredi 28 âout, la ville d’alès présente les vélos floqué Ales’y 100 vélos mis à disposition des habitants du Syndicat mixte des transports du bassin d’Alès soit 83 communes. Voici les tarifs : 15 € la journée, 40 € le mois, 110€ pour 3 mois et 410€ l’année avec sa une assurance de 200€ pour vol ou dégradation. 

### Ales'y en Covoiturage
Le covoiturage se fait via l’applications Ales’y en covoiturage ou tout le monde peut covoiturer le  trajet pour le passager se fais gratuitement mais le chauffeur gagne 2€ à chaque covoiturage. Pour l’instant, il y a dix lignes de covoiturage.

## Parc de véhicules
Ces bus appartiennent au délégataire Keolis Alès ou aux sous-traitants (Autocars Soustelle, Cars Fort, Transports Rocanière, Voyages Cachon). Ils circulent avec la livrée du réseau Ales'y.

### Bus standards
| Constructeur  | Modèle          | Nombre | Numéros de parc | Période de mise en service | Affectation | Observation |
| ------------- | --------------- | ------ | --------------- | -------------------------- | ----------- | ----------- |
| Irisbus       | Citelis 12      | 2      | 145-146         | 08/2009                    | 1, 2, 3, 4  | –           |
| MAN           | Lion's City     | 1      | 5052            | 06/2008                    | 1, 2, 3, 4  | –           |
| Mercedes-Benz | Citaro Facelift | 2      | 147, 150        | 10/2010 et 06/2012         | 1, 2, 3, 4  | –           |
| Mercedes-Benz | Citaro C2       | 3      | 153-154, 162    | 04/2014 et 05/2018         | 1, 2, 3, 4  | –           |

### Midibus
| Constructeur  | Modèle      | Nombre | Numéros de parc | Période de mise en service | Affectation | Observation |
| ------------- | ----------- | ------ | --------------- | -------------------------- | ----------- | ----------- |
| Mercedes-Benz | Citaro K C2 | 5      | 155-159         | 04/2016                    | 1, 2, 3, 4  | –           |

### Minibus
| Constructeur  | Modèle        | Nombre | Numéros de parc                       | Période de mise en service | Affectation                                            | Observation |
| ------------- | ------------- | ------ | ------------------------------------- | -------------------------- | ------------------------------------------------------ | ----------- |
| Bolloré       | Bluebus 6m    | 2      | 165-166                               | 02/2020                    | 20, 30, 50, 60, Navette de centre-ville ALES'Y 1, 2, 3 | –           |
| Citroen       | Noventis 420  | 1      | 148                                   | 05/2008                    | 20, 30, 50, 60, Navette de centre-ville ALES'Y 1, 2, 3 | –           |
| Fiat          | City 21       | 1      | 151                                   | 01/2012                    | 20, 30, 50, 60, Navette de centre-ville ALES'Y 1, 2, 3 | –           |
| Mercedes-Benz | Sprinter City | 7      | 77, 107, 150-151, 160-161 + 1 inconnu | 08/2014 à 02/2018          | 20, 30, 50, 60, Navette de centre-ville ALES'Y 1, 2, 3 | –           |
| Renault       | Master III    | 1      | 149                                   | 05/2011                    | 20, 30, 50, 60, Navette de centre-ville ALES'Y 1, 2, 3 | –           |

### Autocars
| Constructeur  | Modèle    | Nombre | Numéros de parc              | Période de mise en service | Affectation                                                                                                   | Observation |
| ------------- | --------- | ------ | ---------------------------- | -------------------------- | --- | ----------- |
| Mercedes-Benz | Intouro   | 6      | 73, 75, 153-155, + 1 inconnu | 08/2007 à 01/2017          | 11, 21, 31, 41, 51, 61, 72, 81, 91, 110, 210, 220, 230, 310, 410, 510, 610, 615, 616, 617, 620, 630, 710, 910 | –           |
| Mercedes-Benz | Tourino   | 1      | 7968                         | 10/2007                    | 11, 21, 31, 41, 51, 61, 72, 81, 91, 110, 210, 220, 230, 310, 410, 510, 610, 615, 616, 617, 620, 630, 710, 910 | –           |
| Setra         | S 416 LE  | 1      | 152                          | 01/2016                    | 11, 21, 31, 41, 51, 61, 72, 81, 91, 110, 210, 220, 230, 310, 410, 510, 610, 615, 616, 617, 620, 630, 710, 910 | –           |
| Temsa         | Box 12    | 1      | + 1 inconnu                  | 06/2012                    | 11, 21, 31, 41, 51, 61, 72, 81, 91, 110, 210, 220, 230, 310, 410, 510, 610, 615, 616, 617, 620, 630, 710, 910 | –           |
| Temsa         | Tourmalin | 1      | + 1 inconnu                  | 09/2011                    | 11, 21, 31, 41, 51, 61, 72, 81, 91, 110, 210, 220, 230, 310, 410, 510, 610, 615, 616, 617, 620, 630, 710, 910 | –           |

### Dépôts
- Le dépôt de Keolis Alès est situé dans la principauté, au 480 Anc. Chem. de Méjannes, 30100 Alès
- Le dépôt de Cévennes Voyages est situé dans la principauté, au 30110 La Grand-Combe
- Le dépôt de Transports Rocanière est situé dans la principauté, au 430 Rte d'Anduze, 30350 Lédignan
- Le dépôt de Voyages Cachon est situé dans la principauté, au 209 Rue du Saut du Loup, 30340 Rousson